# 2022-es választások az Amerikai Egyesült Államokban
A 2022-es választásokat az Amerikai Egyesült Államokban 2022. november 8-án tartották. Az elnök mandátumának első két éve után tartott választás idején a Képviselőház mind a 435 székéért választásokat tartottak, míg a Szenátusban a 100 székből 35-ért volt verseny. Ezek mellett 39 államban kormányzói választásokat is tartottak. Ez volt az első választás, amelyet érintett a szavazókörzetek újrarajzolása a 2020-as népszámlálás után.
Ugyan a félidei választásokon általában nagyon rosszul teljesít az elnök pártja és sok széket veszít, a várakozások ellenére a „vörös hullám” nem történt meg és a sok kerületben a verseny sokkal szorosabb volt. A demokraták sokkal jobban teljesítettek, mint az előrejelzések és meg tudták tartani a Szenátust. Ugyan a Republikánus párt jelöltjei összességében több szavazatot kaptak, ezek főként olyan helyeken jöttek, mint az egyébként is nagyon republikánusnak számító és nagy népességgel rendelkező Florida, Tennessee és Texas. Ugyan a republikánusok tudtak székeket szerezni az egyébként demokrata New Yorkban, a fontosabb választásokon nagyon alulteljesítették az elvárásokat, ahol a szavazók elutasították a Donald Trump által támogatott vagy a 2020-as elnökválasztás eredményét tagadó jelölteket. November 14-ig a Képviselőház sorsa még nem dőlt el, 18 választást még nem zártak le.
A demokraták sikeresek voltak a kormányzóválasztásokon is, megszerezve a kormányzói palotát Marylandben és Massachusetts-ben, viszont elvesztették Nevadát. A floridai kormányzóválasztáson (ami korábban az ország egyik legszorosabb versenye volt) a republikánus Ron DeSantis nagy különbséggel tudta megverni ellenfelét, aminek következtében őt nevezték az este legnagyobb győztesének és az egyetlen nagy republikánus sikernek. Az állami törvényhozási szinten a demokraták megszerezték a michigani székeket, a minnesotai szenátust és a pennsylvaniai képviselőházat. Ezzel a demokraták irányítják a teljes törvényhozást Michiganben először 1983 óta, Minnesotában 2015 óta és Marylandben, illetve Massachusetts-ben 2011 óra. Ezek mellett hat államban is úgy döntöttek a lakosok, hogy az abortusznak legálisnak kellene lennie, még a túlnyomórészt konzervatív államokban is, mint Kansas, Kentucky, Michigan és Montana. Ezek mellett a minimumbérről szóló népszavazások is sikeresek voltak Nebraskában és Nevadában. Maryland és Missouri ezek mellett a kannabisz legalizálása mellett szavazott.
Azok a kampányproblémák, amiket a szavazók a legfontosabbnak tartottak, főként a demokratáknak kedveztek, mint a politikai szélsőségesség a republikánusok köreiben és a demokrácia sorsa, illetve az abortusz helyzete és Trump lehetséges 2024-es elnöki kampánya. 1970 óta ebben az évben szavaztak a legtöbben, főként 18–29 év közötti személyek, akik általában demokratákra szavaznak (több, mint 60%). A választáson folytatódott az a demográfiai irányvonal, hogy a republikánusok szavazói egyre inkább a munkásosztály és főként fehér szavazók, míg a demokraták a legnépszerűbbek a tehetős, egyetemi végzettséggel rendelkező fehér szavazók köreiben.

## Kampány

### Előválasztások
2022 júniusában a The New York Times azt írta, hogy a demokraták inkább a szélsőjobboldali republikánus jelölteket támogatták, mert véleményük szerint könnyebb ellenfelek lettek volna a választásokon. A republikánus előválasztások győztesei általában olyan jelöltek voltak, akiket Donald Trump támogatott. Néhány esetben a volt elnök volt a jelöltek győzelmének fő oka.
Azok a progresszívek, akik a Demokrata Párt politikáját inkább a bal oldalon akarták látni, mérsékelten voltak sikeresek. Centrista és szélsőbaloldali jelöltek is nyertek fontos államokban.

### Politikai témák

#### Abortusz
Miután az Egyesült Államok Legfelsőbb Bíróságának döntése a Dobbs kontra Jackson Women’s Health Organization ügyben felülírta az 50 évig precedensként működő Roe kontra Wade döntést júniusban, a Demokraták több rendkívüli választáson is jobban teljesítettek, mint Biden megválasztásakor 2020-ban. A döntés a témát a kampány egyik legfontosabb vitatémájává tette. Azok a női szavazók, akik 2020-ban elhagyták a Demokrata Pártot, elkezdtek visszatérni. Legalább hat államban indítványoztak népszavazást az abortusz ügyéről, ami a legtöbbnek számít egy évben.

#### Bevándorlás
2020 és 2022 között a határon bejutni próbálók száma 385%-kal emelkedett, ami előnyt ad a Republikánusoknak a témában, hiszen az emberek nagy része szerint a párt jobban meg tudja oldani ezt a problémát, mint a Demokraták.

#### Diákhitelek elengedése
Azt követően, hogy Biden bemutatott egy tervezetet a diákhitelek egy bizonyos részének törlésére, mindkét fél megpróbált támogatást szerezni a témával kapcsolatban. A demokraták fiatal szavazóknak kedveztek ezzel, míg a republikánusok a munkásosztályt próbálja elérni a helyzet „igazságtalanságával.”

#### Fegyverek
Az országban történt tömeggyilkosságok kiemelt témává tették a fegyvertartás demokrata és független körökben.

#### Gazdaság
A gazdaság témája leginkább a republikánusoknak ad előnyt, hiszen az országban magas az infláció, az árak megemelkedésének következtében a szavazópolgárok között a gazdaság az egyik legfőbb téma. A Republikánusok szerint ennek az okozója Joe Biden.

#### Háború Ukrajnában
Az Ukrajnában zajló háború a választás egyik fő témája lett, főként Biden támogatottságát növelte és kiemelte Trump és szövetségesei esetleges kapcsolatait Oroszországgal.

#### Joe Biden elnöksége
Biden alacsony támogatottsága nagy előnyt ad a republikánusoknak. Ugyan még mindig alacsonyak, a választást megelőző hónapokban a támogatottsága ismét emelkedni kezdett, több politikai sikert követően.

## Szövetségi választások

### Szenátusi választások
A Szenátus székei közül 35 választás előtt állt novemberben, beleértve az összes Class 3 széket. Tekintve, hogy a Szenátorok hat évig vannak hivatalban, a legutóbbi választás ennek az osztálynak 2016-ban volt. A győzteseket 2023. január 3-án fogják beiktatni a 118. kongresszusba.

#### Speciális választások
- Kalifornia Class 3: Kamala Harris-t megválasztották az Egyesült Államok alelnökének és lemondott 2021. január 18-án.[40] Gavin Newsom kormányzó Alex Padillát nevezte ki helyére. 2022. november 8-án tartanak választást, hogy Harris végleges utódját megválasszák hat évre.[41]
- Oklahoma Class 2: Jim Inhofe 2022. február 24-én bejelentette, hogy lemond szenátusi pozíciójáról a 117. kongresszus végén. 2022. november 8-án tartanak választást.[42]

#### Államonként
| Állam          | Jelöltek                   | Jelöltek                                  | Győztes                |
| Állam          | Demokrata                  | Republikánus                              | Győztes                |
| -------------- | -------------------------- | ----------------------------------------- | ---------------------- |
| Alabama        | Will Boyd                  | Katie Britt                               | Katie Britt            |
| Alaszka        | Pat Chesbro                | Lisa Murkowski Kelly Tshibaka Buzz Kelley | Lisa Murkowski         |
| Arizona        | Mark Kelly                 | Blake Masters                             | Mark Kelly             |
| Arkansas       | Natalie James              | John Boozman                              | John Boozman           |
| Colorado       | Michael Bennet             | Joe O’Dea                                 | Michael Bennet         |
| Connecticut    | Richard Blumenthal         | Leora Levy                                | Richard Blumenthal     |
| Dél-Dakota     | Brian Bengs                | John Thune                                | John Thune             |
| Dél-Karolina   | Krystle Matthews           | Tim Scott                                 | Tim Scott              |
| Észak-Dakota   | Katrina Christiansen       | John Hoeven                               | John Hoeven            |
| Észak-Karolina | Cheri Beasley              | Ted Budd                                  | Ted Budd               |
| Florida        | Val Demings                | Marco Rubio                               | Marco Rubio            |
| Georgia        | Raphael Warnock            | Herschel Walker                           | Raphael Warnock        |
| Hawaii         | Brian Schatz               | Bob McDermott                             | Brian Schatz           |
| Idaho          | David Roth                 | Mike Crapo                                | Mike Crapo             |
| Illinois       | Tammy Duckworth            | Kathy Salvi                               | Tammy Duckworth        |
| Indiana        | Thomas McDermott Jr.       | Todd Young                                | Todd Young             |
| Iowa           | Michael T. Franken         | Chuck Grassley                            | Chuck Grassley         |
| Kalifornia     | Alex Padilla               | Mark Meuser                               | Alex Padilla           |
| Kansas         | Mark Holland               | Jerry Moran                               | Jerry Moran            |
| Kentucky       | Charles Booker             | Rand Paul                                 | Rand Paul              |
| Louisiana      | Nem tartanak előválasztást | Nem tartanak előválasztást                | John Neely Kennedy     |
| Maryland       | Chris Van Hollen           | Chris Chaffee                             | Chris Van Hollen       |
| Missouri       | Trudy Busch                | Eric Schmitt                              | Eric Schmitt           |
| Nevada         | Catherine Cortez Masto     | Adam Laxalt                               | Catherine Cortez Masto |
| New Hampshire  | Maggie Hassan              | Don Bolduc                                | Maggie Hassan          |
| New York       | Chuck Schumer              | Joe Pinion                                | Chuck Schumer          |
| Ohio           | Tim Ryan                   | J. D. Vance                               | J. D. Vance            |
| Oklahoma       | Madison Horn               | James Lankford                            | James Lankford         |
| Oklahoma       | Kendra Horn                | Markwayne Mullin                          | Markwayne Mullin       |
| Oregon         | Ron Wyden                  | Jo Rae Perkins                            | Ron Wyden              |
| Pennsylvania   | John Fetterman             | Mehmet Oz                                 | John Fetterman         |
| Utah           | Evan McMullin              | Mike Lee                                  | Mike Lee               |
| Vermont        | Peter Welch                | Gerald Malloy                             | Peter Welch            |
| Washington     | Patty Murray               | Tiffany Smiley                            | Patty Murray           |
| Wisconsin      | Mandela Barnes             | Ron Johnson                               | Ron Johnson            |

### Képviselőházi választások
A Képviselőház mind a 435 székéért választások indultak 2022 novemberében. 50 képviselő és egy nem szavazó tag jelentette be, hogy visszavonul (32 Demokrata és 19 Republikánus). Tekintve, hogy a 2020-as újrarajzolás óta ez volt az első választás, több körzetben is széküresedés volt és egy körzetben több képviselő is volt hivatalban.
| Választökerület                  | Választökerület          | Jelöltek | Győztes | Győztes                     |
| Állam                            | K.                       | Jelöltek | Párt    | Képviselő                   |
| -------------------------------- | ------------------------ | --- | ------- | --------------------------- |
| Alabama                          | 1.                       | - Jerry Carl (Republikánus) - Alexander Remrey (Libertárius) |         | Jerry Carl                  |
| Alabama                          | 2.                       | - Phyllis Harvey-Hall (Demokrata) - Barry Moore (Republikánus) - Jonathan Realz (Libertárius) |         | Barry Moore                 |
| Alabama                          | 3.                       | - Douglas Bell (Független) - Thomas Casson (Libertárius) - Mike Rogers (Republikánus) - Lin Veasey (Demokrata) |         | Mike Rogers                 |
| Alabama                          | 4.                       | - Robert Aderholt (Republikánus) - Johnny Cochran (Libertárius) - Rick Neighbors (Demokrata) |         | Robert Aderholt             |
| Alabama                          | 5.                       | - P. J. Greer (Libertárius) - Dale Strong (Republikánus) - Kathy Warner-Stanton (Demokrata) |         | Dale Strong                 |
| Alabama                          | 6.                       | - Andria Chieffo (Libertárius) - Gary Palmer (Republikánus) |         | Gary Palmer                 |
| Alabama                          | 7.                       | - Gavin Goodman (Libertárius) - Beatrice Nichols (Republikánus) - Terri Sewell (Demokrata) |         | Terri Sewell                |
| Alaszka                          | 1.                       | - Nick Begich III (Republikánus) - Chris Bye (Libertárius) - Sarah Palin (Republikánus) - Mary Peltola (Demokrata) |         | Mary Peltola                |
| Arizona                          | 1.                       | - Jevin Hodge (Demokrata) - David Schweikert (Republikánus) |         | David Schweikert            |
| Arizona                          | 2.                       | - Eli Crane (Republikánus) - Tom O’Halleran (Demokrata) |         | Eli Crane                   |
| Arizona                          | 3.                       | - Ruben Gallego (Demokrata) - Jeff Zink (Republikánus) |         | Ruben Gallego               |
| Arizona                          | 4.                       | - Kelly Cooper (Republikánus) - Greg Stanton (Demokrata) |         | Greg Stanton                |
| Arizona                          | 5.                       | - Andy Biggs (Republikánus) - Javier Ramos (Demokrata) - Clint Smith (Független) |         | Andy Biggs                  |
| Arizona                          | 6.                       | - Juan Ciscomani (Republikánus) - Kirsten Engel (Demokrata) |         | Juan Ciscomani              |
| Arizona                          | 7.                       | - Raúl Grijalva (Demokrata) - Luis Pozzolo (Republikánus) |         | Raúl Grijalva               |
| Arizona                          | 8.                       | - Debbie Lesko (Republikánus) |         | Debbie Lesko                |
| Arizona                          | 9.                       | - Paul Gosar (Republikánus) |         | Paul Gosar                  |
| Arkansas                         | 1.                       | - Rick Crawford (Republikánus) - Roger Daugherty (Független) - Monte Hodges (Demokrata) |         | Rick Crawford               |
| Arkansas                         | 2.                       | - Quintessa Hathaway (Demokrata) - French Hill (Republikánus) - Michael White (Libertárius) |         | French Hill                 |
| Arkansas                         | 3.                       | - Michael Kalagias (Libertárius) - Lauren Mallett-Hays (Demokrata) - Steve Womack (Republikánus) |         | Steve Womack                |
| Arkansas                         | 4.                       | - Gregory Maxwell (Libertárius) - Bruce Westerman (Republikánus) - John White (Demokrata) |         | Bruce Westerman             |
| Colorado                         | 1.                       | - Diana DeGette (Demokrata) - John Kittleson (Libertárius) - Jennifer Qualteri (Republikánus) |         | Diana DeGette               |
| Colorado                         | 2.                       | - Marshall Dawson (Republikánus) - Gary Nation (Alkotmánypárt) - Joe Neguse (Demokrata) - Tim Wolf (Egységpárt) - Steve Yurash (Center) |         | Joe Neguse                  |
| Colorado                         | 3.                       | - Lauren Boebert (Republikánus) - Adam Frisch (Demokrata) |         | Lauren Boebert              |
| Colorado                         | 4.                       | - Ken Buck (Republikánus) - Ike McCorkle (Demokrata) - Ryan McGonigal (Constitution) |         | Ken Buck                    |
| Colorado                         | 5.                       | - Brian Flanagan (Libertárius) - Doug Lamborn (Republikánus) - Christopher Mitchell (Constitution) - David Torres (Demokrata) |         | Doug Lamborn                |
| Colorado                         | 6.                       | - Jason Crow (Demokrata) - Steven Monahan (Republikánus) - Eric Mulder (Libertárius) |         | Jason Crow                  |
| Colorado                         | 7.                       | - Erik Aadland (Republikánus) - Ross Klopf (Libertárius) - Critter Milton (Egységpárt) - Brittany Pettersen (Demokrata) |         | Brittany Pettersen          |
| Colorado                         | 8.                       | - Yadira Caraveo (Demokrata) - Barbara Kirkmeyer (Republikánus) - Richard Ward (Libertárius) |         | Yadira Caraveo              |
| Connecticut                      | 1.                       | - John B. Larson (Demokrata) - Larry Lazor (Republikánus) |         | John B. Larson              |
| Connecticut                      | 2.                       | - Joe Courtney (Demokrata) - Mike France (Republikánus) |         | Joe Courtney                |
| Connecticut                      | 3.                       | - Amy Chai (Libertárius) - Rosa DeLauro (Demokrata) - Lesley DeNardis (Republikánus) - Justin Paglino (Zöld) |         | Rosa DeLauro                |
| Connecticut                      | 4.                       | - Jim Himes (Demokrata) - Jayme Stevenson (Republikánus) |         | Jim Himes                   |
| Connecticut                      | 5.                       | - Jahana Hayes (Demokrata) - George Logan (Republikánus) |         | Jahana Hayes                |
| Delaware                         | 1.                       | - Lisa Blunt Rochester (Demokrata) - Cody McNutt (Libertárius) - Lee Murphy (Republikánus) - David Rogers (Független) |         | Lisa Blunt Rochester        |
| Dél-Dakota                       | 1.                       | - Collin Duprel (Libertárius) - Dusty Johnson (Republikánus) |         | Dusty Johnson               |
| Dél-Karolina                     | 1.                       | - Annie Andrews (Demokrata) - Nancy Mace (Republikánus) - Joseph Oddo (Alliance) |         | Nancy Mace                  |
| Dél-Karolina                     | 2.                       | - Juddson Larkins (Demokrata) - Joe Wilson (Republikánus) |         | Joe Wilson                  |
| Dél-Karolina                     | 3.                       | - Jeff Duncan (Republikánus) |         | Jeff Duncan                 |
| Dél-Karolina                     | 4.                       | - William Timmons (Republikánus) |         | William Timmons             |
| Dél-Karolina                     | 5.                       | - Larry Gaither (Zöld) - Evangeline Hundley (Demokrata) - Ralph Norman (Republikánus) |         | Ralph Norman                |
| Dél-Karolina                     | 6.                       | - Duke Buckner (Republikánus) - Jim Clyburn (Demokrata) |         | Jim Clyburn                 |
| Dél-Karolina                     | 7.                       | - Russell Fry (Republikánus) - Daryl Scott (Demokrata) |         | Russell Fry                 |
| Észak-Dakota                     | 1.                       | - Kelly Armstrong (Republikánus) - Cara Mund (Független) |         | Kelly Armstrong             |
| Észak-Karolina                   | 1.                       | - Don Davis (Demokrata) - Sandy Smith (Republikánus) |         | Don Davis                   |
| Észak-Karolina                   | 2.                       | - Deborah K. Ross (Demokrata) - Christine Villaverde (Republikánus) |         | Deborah K. Ross             |
| Észak-Karolina                   | 3.                       | - Barbara Gaskins (Demokrata) - Greg Murphy (Republikánus) |         | Greg Murphy                 |
| Észak-Karolina                   | 4.                       | - Valerie Foushee (Demokrata) - Courtney Geels (Republikánus) |         | Valerie Foushee             |
| Észak-Karolina                   | 5.                       | - Virginia Foxx (Republikánus) - Kyle Parrish (Demokrata) |         | Virginia Foxx               |
| Észak-Karolina                   | 6.                       | - Christian Castelli (Republikánus) - Kathy Manning (Demokrata) - Thomas Watercott (Libertárius) |         | Kathy Manning               |
| Észak-Karolina                   | 7.                       | - Charles Graham (Demokrata) - David Rouzer (Republikánus) |         | David Rouzer                |
| Észak-Karolina                   | 8.                       | - Dan Bishop (Republikánus) - Scott Huffman (Demokrata) |         | Dan Bishop                  |
| Észak-Karolina                   | 9.                       | - Ben Clark (Demokrata) - Richard Hudson (Republikánus) |         | Richard Hudson              |
| Észak-Karolina                   | 10.                      | - Pam Genant (Demokrata) - Patrick McHenry (Republikánus) |         | Patrick McHenry             |
| Észak-Karolina                   | 11.                      | - Jasmine Beach-Ferrara (Demokrata) - David Coatney (Libertárius) - Chuck Edwards (Republikánus) |         | Chuck Edwards               |
| Észak-Karolina                   | 12.                      | - Alma Adams (Demokrata) - Tyler Lee (Republikánus) |         | Alma Adams                  |
| Észak-Karolina                   | 13.                      | - Bo Hines (Republikánus) - Wiley Nickel (Demokrata) |         | Wiley Nickel                |
| Észak-Karolina                   | 14.                      | - Pat Harrigan (Republikánus) - Jeff Jackson (Demokrata) |         | Jeff Jackson                |
| Florida                          | 1.                       | - Matt Gaetz (Republikánus) - Rebekah Jones (Demokrata) |         | Matt Gaetz                  |
| Florida                          | 2.                       | - Neal Dunn (Republikánus) - Al Lawson (Demokrata) |         | Neal Dunn                   |
| Florida                          | 3.                       | - Linda Brooks (Független) - Kat Cammack (Republikánus) - Danielle Hawk (Demokrata) |         | Kat Cammack                 |
| Florida                          | 4.                       | - Aaron Bean (Republikánus) - LaShonda Holloway (Demokrata) |         | Aaron Bean                  |
| Florida                          | 5.                       | - John Rutherford (Republikánus) |         | John Rutherford             |
| Florida                          | 6.                       | - Joe Hannoush (Libertárius) - Michael Waltz (Republikánus) |         | Michael Waltz               |
| Florida                          | 7.                       | - Karen Green (Demokrata) - Cory Mills (Republikánus) |         | Cory Mills                  |
| Florida                          | 8.                       | - Bill Posey (Republikánus) - Joanne Terry (Demokrata) |         | Bill Posey                  |
| Florida                          | 9.                       | - Scotty Moore (Republikánus) - Darren Soto (Demokrata) |         | Darren Soto                 |
| Florida                          | 10.                      | - Maxwell Frost (Demokrata) - Jason Holic (Független) - Usha Jain (Független) - Calvin Wimbish (Republikánus) |         | Maxwell Frost               |
| Florida                          | 11.                      | - Shante Munns (Demokrata) - Kevin Porter (Független) - Daniel Webster (Republikánus) |         | Daniel Webster              |
| Florida                          | 12.                      | - Gus Bilirakis (Republikánus) - Kimberly Walker (Demokrata) |         | Gus Bilirakis               |
| Florida                          | 13.                      | - Frank Craft (Libertárius) - Anna Paulina Luna (Republikánus) - Eric Lynn (Demokrata) |         | Anna Paulina Luna           |
| Florida                          | 14.                      | - Kathy Castor (Demokrata) - James Judge (Republikánus) |         | Kathy Castor                |
| Florida                          | 15.                      | - Alan Cohn (Demokrata) - Laurel Lee (Republikánus) |         | Laurel Lee                  |
| Florida                          | 16.                      | - Vern Buchanan (Republikánus) - Jan Schneider (Demokrata) |         | Vern Buchanan               |
| Florida                          | 17.                      | - Andrea Kale (Demokrata) - Theodore Murray (Független) - Greg Steube (Republikánus) |         | Greg Steube                 |
| Florida                          | 18.                      | - Scott Franklin (Republikánus) - Keith Hayden (Független) |         | Scott Franklin              |
| Florida                          | 19.                      | - Cindy Banyai (Demokrata) - Byron Donalds (Republikánus) |         | Byron Donalds               |
| Florida                          | 20.                      | - Sheila Cherfilus-McCormick (Demokrata) - Drew Montez Clark (Republikánus) |         | Sheila Cherfilus-McCormick  |
| Florida                          | 21.                      | - Corinna Balderramos Robinson (Demokrata) - Brian Mast (Republikánus) |         | Brian Mast                  |
| Florida                          | 22.                      | - Lois Frankel (Demokrata) - Daniel Franzese (Republikánus) |         | Lois Frankel                |
| Florida                          | 23.                      | - Joe Budd (Republikánus) - Jared Moskowitz (Demokrata) - Mark Napier (Független) - Christine Scott (Független) |         | Jared Moskowitz             |
| Florida                          | 24.                      | - Jesus Navarro (Republikánus) - Frederica Wilson (Demokrata) |         | Frederica Wilson            |
| Florida                          | 25.                      | - Carla Spalding (Republikánus) - Debbie Wasserman Schultz (Demokrata) |         | Debbie Wasserman Schultz    |
| Florida                          | 26.                      | - Mario Díaz-Balart (Republikánus) - Christine Olivo (Demokrata) |         | Mario Díaz-Balart           |
| Florida                          | 27.                      | - María Elvira Salazar (Republikánus) - Annette Taddeo (Demokrata) |         | María Elvira Salazar        |
| Florida                          | 28.                      | - Robert Asencio (Demokrata) - Carlos A. Giménez (Republikánus) |         | Carlos A. Giménez           |
| Georgia                          | 1.                       | - Buddy Carter (Republikánus) - Wade Herring (Demokrata) |         | Buddy Carter                |
| Georgia                          | 2.                       | - Sanford Bishop (Demokrata) - Chris West (Republikánus) |         | Sanford Bishop              |
| Georgia                          | 3.                       | - Val Almonord (Demokrata) - Drew Ferguson (Republikánus) |         | Drew Ferguson               |
| Georgia                          | 4.                       | - Jonathan Chavez (Republikánus) - Hank Johnson (Demokrata) |         | Hank Johnson                |
| Georgia                          | 5.                       | - Nikema Williams (Demokrata) - Christian Zimm (Republikánus) |         | Nikema Williams             |
| Georgia                          | 6.                       | - Bob Christian (Demokrata) - Rich McCormick (Republikánus) |         | Rich McCormick              |
| Georgia                          | 7.                       | - Mark Gonsalves (Republikánus) - Lucy McBath (Demokrata) |         | Lucy McBath                 |
| Georgia                          | 8.                       | - Darrius Butler (Demokrata) - Austin Scott (Republikánus) |         | Austin Scott                |
| Georgia                          | 9.                       | - Andrew Clyde (Republikánus) - Mike Ford (Demokrata) |         | Andrew Clyde                |
| Georgia                          | 10.                      | - Mike Collins (Republikánus) - Tabitha Johnson-Green (Demokrata) |         | Mike Collins                |
| Georgia                          | 11.                      | - Antonio Daza-Fernandez (Demokrata) - Barry Loudermilk (Republikánus) |         | Barry Loudermilk            |
| Georgia                          | 12.                      | - Rick W. Allen (Republikánus) - Liz Johnson (Demokrata) |         | Rick W. Allen               |
| Georgia                          | 13.                      | - Caesar Gonzales (Republikánus) - David Scott (Demokrata) |         | David Scott                 |
| Georgia                          | 14.                      | - Marcus Flowers (Demokrata) - Marjorie Taylor Greene (Republikánus) |         | Marjorie Taylor Greene      |
| Hawaii                           | 1.                       | - Ed Case (Demokrata) - Conrad Kress (Republikánus) |         | Ed Case                     |
| Hawaii                           | 2.                       | - Joe Akana (Republikánus) - Michelle Tippens (Libertárius) - Jill Tokuda (Demokrata) |         | Jill Tokuda                 |
| Idaho                            | 1.                       | - Darian Drake (Libertárius) - Russ Fulcher (Republikánus) - Kaylee Peterson (Demokrata) |         | Russ Fulcher                |
| Idaho                            | 2.                       | - Wendy Norman (Demokrata) - Mike Simpson (Republikánus) |         | Mike Simpson                |
| Illinois                         | 1.                       | - Eric Carlson (Republikánus) - Jonathan Jackson (Demokrata) - Babette Peyton (Független) |         | Jonathan Jackson            |
| Illinois                         | 2.                       | - Robin Kelly (Demokrata) - Thomas Lynch (Republikánus) |         | Robin Kelly                 |
| Illinois                         | 3.                       | - Justin Burau (Republikánus) - Delia Ramirez (Demokrata) |         | Delia Ramirez               |
| Illinois                         | 4.                       | - James Falakos (Republikánus) - Chuy García (Demokrata) - Edward Hershey (Munkásosztály) |         | Chuy García                 |
| Illinois                         | 5.                       | - Jerico Cruz (Független) - Tommy Hanson (Republikánus) - Mike Quigley (Demokrata) |         | Mike Quigley                |
| Illinois                         | 6.                       | - Sean Casten (Demokrata) - Keith Pekau (Republikánus) |         | Sean Casten                 |
| Illinois                         | 7.                       | - Danny K. Davis (Demokrata) |         | Danny K. Davis              |
| Illinois                         | 8.                       | - Chris Dargis (Republikánus) - Raja Krishnamoorthi (Demokrata) |         | Raja Krishnamoorthi         |
| Illinois                         | 9.                       | - Max Rice (Republikánus) - Jan Schakowsky (Demokrata) |         | Jan Schakowsky              |
| Illinois                         | 10.                      | - Brad Schneider (Demokrata) - Joseph Severino (Republikánus) |         | Brad Schneider              |
| Illinois                         | 11.                      | - Bill Foster (Demokrata) - Catalina Lauf (Republikánus) |         | Bill Foster                 |
| Illinois                         | 12.                      | - Mike Bost (Republikánus) - Chip Markel (Demokrata) |         | Mike Bost                   |
| Illinois                         | 13.                      | - Nikki Budzinski (Demokrata) - Regan Deering (Republikánus) |         | Nikki Budzinski             |
| Illinois                         | 14.                      | - Scott Gryder (Republikánus) - Lauren Underwood (Demokrata) |         | Lauren Underwood            |
| Illinois                         | 15.                      | - Paul Lange (Demokrata) - Mary Miller (Republikánus) |         | Mary Miller                 |
| Illinois                         | 16.                      | - Elizabeth Haderlein (Demokrata) - Darin LaHood (Republikánus) |         | Darin LaHood                |
| Illinois                         | 17.                      | - Esther Joy King (Republikánus) - Eric Sorensen (Demokrata) |         | Eric Sorensen               |
| Indiana                          | 1.                       | - Jennifer-Ruth Green (Republikánus) - Frank J. Mrvan (Demokrata) |         | Frank J. Mrvan              |
| Indiana                          | 2.                       | - William Henry (Libertárius) - Paul Steury (Demokrata) - Rudy Yakym (Republikánus) |         | Rudy Yakym                  |
| Indiana                          | 3.                       | - Nathan Gotsch (Független) - Jim Banks (Republikánus) - Gary Snyder (Demokrata) |         | Jim Banks                   |
| Indiana                          | 4.                       | - Jim Baird (Republikánus) - Roger Day (Demokrata) |         | Jim Baird                   |
| Indiana                          | 5.                       | - Jeannine Lee Lake (Demokrata) - Victoria Spartz (Republikánus) |         | Victoria Spartz             |
| Indiana                          | 6.                       | - Greg Pence (Republikánus) - Cinde Wirth (Demokrata) |         | Greg Pence                  |
| Indiana                          | 7.                       | - André Carson (Demokrata) - Angela Grabovsky (Republikánus) - Gavin Maple (Libertárius) |         | André Carson                |
| Indiana                          | 8.                       | - Larry Bucshon (Republikánus) - Andrew Horning (Libertárius) - Ray McCormick (Demokrata) |         | Larry Bucshon               |
| Indiana                          | 9.                       | - Matthew Fyfe (Demokrata) - Erin Houchin (Republikánus) - Tonya Millis (Libertárius) |         | Erin Houchin                |
| Iowa                             | 1.                       | - Christina Bohannan (Demokrata) - Mariannette Miller-Meeks (Republikánus) |         | Mariannette Miller-Meeks    |
| Iowa                             | 2.                       | - Ashley Hinson (Republikánus) - Liz Mathis (Demokrata) |         | Ashley Hinson               |
| Iowa                             | 3.                       | - Cindy Axne (Demokrata) - Zach Nunn (Republikánus) |         | Zach Nunn                   |
| Iowa                             | 4.                       | - Randy Feenstra (Republikánus) - Bryan Holder (Szabadságpárt) - Ryan Melton (Demokrata) |         | Randy Feenstra              |
| Kalifornia                       | 1.                       | - Doug LaMalfa (Republikánus) - Max Steiner (Demokrata) |         | Doug LaMalfa                |
| Kalifornia                       | 2.                       | - Douglas Brower (Republikánus) - Jared Huffman (Demokrata) |         | Jared Huffman               |
| Kalifornia                       | 3.                       | - Kermit Jones (Demokrata) - Kevin Kiley (Republikánus) |         | Kevin Kiley                 |
| Kalifornia                       | 4.                       | - Matt Brock (Republikánus) - Mike Thompson (Demokrata) |         | Mike Thompson               |
| Kalifornia                       | 5.                       | - Mike Barkley (Demokrata) - Tom McClintock (Republikánus) |         | Tom McClintock              |
| Kalifornia                       | 6.                       | - Ami Bera (Demokrata) - Tamika Hamilton (Republikánus) |         | Ami Bera                    |
| Kalifornia                       | 7.                       | - Doris Matsui (Demokrata) - Max Semenenko (Republikánus) |         | Doris Matsui                |
| Kalifornia                       | 8.                       | - John Garamendi (Demokrata) - Rudy Recile (Republikánus) |         | John Garamendi              |
| Kalifornia                       | 9.                       | - Josh Harder (Demokrata) - Tom Patti (Republikánus) |         | Josh Harder                 |
| Kalifornia                       | 10.                      | - Mark DeSaulnier (Demokrata) - Michael Kerr (Zöld) |         | Mark DeSaulnier             |
| Kalifornia                       | 11.                      | - John Dennis (Republikánus) - Nancy Pelosi (Demokrata) |         | Nancy Pelosi                |
| Kalifornia                       | 12.                      | - Barbara Lee (Demokrata) - Stephen Slauson (Republikánus) |         | Barbara Lee                 |
| Kalifornia                       | 13.                      | - John Duarte (Republikánus) - Adam Gray (Demokrata) |         | John Duarte                 |
| Kalifornia                       | 14.                      | - Alison Hayden (Republikánus) - Eric Swalwell (Demokrata) |         | Eric Swalwell               |
| Kalifornia                       | 15.                      | - David Canepa (Demokrata) - Kevin Mullin (Demokrata) |         | Kevin Mullin                |
| Kalifornia                       | 16.                      | - Anna Eshoo (Demokrata) - Rishi Kumar (Demokrata) |         | Anna Eshoo                  |
| Kalifornia                       | 17.                      | - Ro Khanna (Demokrata) - Ritesh Tandon (Republikánus) |         | Ro Khanna                   |
| Kalifornia                       | 18.                      | - Peter Hernandez (Republikánus) - Zoe Lofgren (Demokrata) |         | Zoe Lofgren                 |
| Kalifornia                       | 19.                      | - Jeff Gorman (Republikánus) - Jimmy Panetta (Demokrata) |         | Jimmy Panetta               |
| Kalifornia                       | 20.                      | - Kevin McCarthy (Republikánus) - Marisa Wood (Demokrata) |         | Kevin McCarthy              |
| Kalifornia                       | 21.                      | - Jim Costa (Demokrata) - Michael Maher (Republikánus) |         | Jim Costa                   |
| Kalifornia                       | 22.                      | - Rudy Salas (Demokrata) - David Valadao (Republikánus) |         | David Valadao               |
| Kalifornia                       | 23.                      | - Derek Marshall (Demokrata) - Jay Obernolte (Republikánus) |         | Jay Obernolte               |
| Kalifornia                       | 24.                      | - Brad Allen (Republikánus) - Salud Carbajal (Demokrata) |         | Salud Carbajal              |
| Kalifornia                       | 25.                      | - Brian Hawkins (Republikánus) - Raul Ruiz (Demokrata) |         | Raul Ruiz                   |
| Kalifornia                       | 26.                      | - Julia Brownley (Demokrata) - Matt Jacobs (Republikánus) |         | Julia Brownley              |
| Kalifornia                       | 27.                      | - Mike Garcia (Republikánus) - Christy Smith (Demokrata) |         | Mike Garcia                 |
| Kalifornia                       | 28.                      | - Judy Chu (Demokrata) - Wes Hallman (Republikánus) |         | Judy Chu                    |
| Kalifornia                       | 29.                      | - Tony Cárdenas (Demokrata) - Angelica Dueñas (Demokrata) |         | Tony Cárdenas               |
| Kalifornia                       | 30.                      | - Maebe A. Girl (Demokrata) - Adam Schiff (Demokrata) |         | Adam Schiff                 |
| Kalifornia                       | 31.                      | - Daniel Martinez (Republikánus) - Grace Napolitano (Demokrata) |         | Grace Napolitano            |
| Kalifornia                       | 32.                      | - Brad Sherman (Demokrata) - Lucie Volotzky (Republikánus) |         | Brad Sherman                |
| Kalifornia                       | 33.                      | - Pete Aguilar (Demokrata) - John Porter (Republikánus) |         | Pete Aguilar                |
| Kalifornia                       | 34.                      | - Jimmy Gomez (Demokrata) - David Kim (Demokrata) |         | Jimmy Gomez                 |
| Kalifornia                       | 35.                      | - Mike Cargile (Republikánus) - Norma Torres (Demokrata) |         | Norma Torres                |
| Kalifornia                       | 36.                      | - Joe Collins III (Republikánus) - Ted Lieu (Demokrata) |         | Ted Lieu                    |
| Kalifornia                       | 37.                      | - Sydney Kamlager (Demokrata) - Jan Perry (Demokrata) |         | Sydney Kamlager             |
| Kalifornia                       | 38.                      | - Eric Ching (Republikánus) - Linda Sánchez (Demokrata) |         | Linda Sánchez               |
| Kalifornia                       | 39.                      | - Aja Smith (Republikánus) - Mark Takano (Demokrata) |         | Mark Takano                 |
| Kalifornia                       | 40.                      | - Young Kim (Republikánus) - Asif Mahmood (Demokrata) |         | Young Kim                   |
| Kalifornia                       | 41.                      | - Ken Calvert (Republikánus) - Will Rollins (Demokrata) |         | Ken Calvert                 |
| Kalifornia                       | 42.                      | - John Briscoe (Republikánus) - Robert Garcia (Demokrata) |         | Robert Garcia               |
| Kalifornia                       | 43.                      | - Omar Navarro (Republikánus) - Maxine Waters (Demokrata) |         | Maxine Waters               |
| Kalifornia                       | 44.                      | - Nanette Barragán (Demokrata) - Paul Jones (Republikánus) |         | Nanette Barragán            |
| Kalifornia                       | 45.                      | - Jay Chen (Demokrata) - Michelle Steel (Republikánus) |         | Michelle Steel              |
| Kalifornia                       | 46.                      | - Lou Correa (Demokrata) - Christopher Gonzales (Republikánus) |         | Lou Correa                  |
| Kalifornia                       | 47.                      | - Scott Baugh (Republikánus) - Katie Porter (Demokrata) |         | Katie Porter                |
| Kalifornia                       | 48.                      | - Stephen Houlahan (Demokrata) - Darrell Issa (Republikánus) |         | Darrell Issa                |
| Kalifornia                       | 49.                      | - Mike Levin (Demokrata) - Brian Maryott (Republikánus) |         | Mike Levin                  |
| Kalifornia                       | 50.                      | - Corey Gustafson (Republikánus) - Scott Peters (Demokrata) |         | Scott Peters                |
| Kalifornia                       | 51.                      | - Stan Caplan (Republikánus) - Sara Jacobs (Demokrata) |         | Sara Jacobs                 |
| Kalifornia                       | 52.                      | - Tyler Geffeney (Republikánus) - Juan Vargas (Demokrata) |         | Juan Vargas                 |
| Kansas                           | 1.                       | - Jimmy Beard (Demokrata) - Tracey Mann (Republikánus) |         | Tracey Mann                 |
| Kansas                           | 2.                       | - Jake LaTurner (Republikánus) - Patrick Schmidt (Demokrata) |         | Jake LaTurner               |
| Kansas                           | 3.                       | - Amanda Adkins (Republikánus) - Sharice Davids (Demokrata) - Steven Hohe (Libertárius) |         | Sharice Davids              |
| Kansas                           | 4.                       | - Ron Estes (Republikánus) - Bob Hernandez (Demokrata) |         | Ron Estes                   |
| Kentucky                         | 1.                       | - Jimmy Ausbrooks (Demokrata) - James Comer (Republikánus) |         | James Comer                 |
| Kentucky                         | 2.                       | - Brett Guthrie (Republikánus) - Hank Linderman (Demokrata) |         | Brett Guthrie               |
| Kentucky                         | 3.                       | - Morgan McGarvey (Demokrata) - Stuart Ray (Republikánus) |         | Morgan McGarvey             |
| Kentucky                         | 4.                       | - Matthew Lehman (Demokrata) - Thomas Massie (Republikánus) - Ethan Osborne (Független) |         | Thomas Massie               |
| Kentucky                         | 5.                       | - Conor Halbleib (Demokrata) - Hal Rogers (Republikánus) |         | Hal Rogers                  |
| Kentucky                         | 6.                       | - Andy Barr (Republikánus) - Geoff Young (Demokrata) |         | Andy Barr                   |
| Louisiana                        | 1.                       | - Katie Darling (Demokrata) - Howard Kearney (Libertárius) - Steve Scalise (Republikánus) |         | Steve Scalise               |
| Louisiana                        | 2.                       | - Troy Carter (Demokrata) - Dan Lux (Republikánus) |         | Troy Carter                 |
| Louisiana                        | 3.                       | - Clay Higgins (Republikánus) - Holden Hoggatt (Republikánus) - Lessie Leblanc (Demokrata) - Tia LeBrun (Demokrata) - Guy McLendon (Libertárius) - Thomas Payne Jr. (Republikánus) - Jake Shaheen (Republikánus) - Gloria Wiggins (Független) |         | Clay Higgins                |
| Louisiana                        | 4.                       | - Mike Johnson (Republikánus) |         | Mike Johnson                |
| Louisiana                        | 5.                       | - Omar Dantzler (Demokrata) - Allen Guillory (Republikánus) - Earl Huff (Demokrata) - Julia Letlow (Republikánus) - Hunter Pullen (Republikánus)                                                                                              |         | Julia Letlow                |
| Louisiana                        | 6.                       | - Brian Belzer (Republikánus) - Rufus Craig Jr. (Libertárius) - Garret Graves (Republikánus) |         | Garret Graves               |
| Maine                            | 1.                       | - Chellie Pingree (Demokrata) - Ed Thelander (Republikánus) |         | Chellie Pingree             |
| Maine                            | 2.                       | - Tiffany Bond (Független) - Jared Golden (Demokrata) - Bruce Poliquin (Republikánus) |         | Jared Golden                |
| Maryland                         | 1.                       | - Andy Harris (Republikánus) - Heather Mizeur (Demokrata) - Daniel Thibeault (Libertárius) |         | Andy Harris                 |
| Maryland                         | 2.                       | - Nicolee Ambrose (Republikánus) - Dutch Ruppersberger (Demokrata) |         | Dutch Ruppersberger         |
| Maryland                         | 3.                       | - Yuripzy Morgan (Republikánus) - John Sarbanes (Demokrata) |         | John Sarbanes               |
| Maryland                         | 4.                       | - Glenn Ivey (Demokrata) - Jeff Warner (Republikánus) |         | Glenn Ivey                  |
| Maryland                         | 5.                       | - Steny Hoyer (Demokrata) - Chris Palombi (Republikánus) |         | Steny Hoyer                 |
| Maryland                         | 6.                       | - Neil Parrott (Republikánus) - David Trone (Demokrata) |         | David Trone                 |
| Maryland                         | 7.                       | - Scott Collier (Republikánus) - Kweisi Mfume (Demokrata) |         | Kweisi Mfume                |
| Maryland                         | 8.                       | - Gregory Coll (Republikánus) - Andres Garcia (Libertárius) - Jamie Raskin (Demokrata) |         | Jamie Raskin                |
| Massachusetts                    | 1.                       | - Dean Martilli (Republikánus) - Richard Neal (Demokrata) |         | Richard Neal                |
| Massachusetts                    | 2.                       | - Jim McGovern (Demokrata) - Jeffrey Sossa-Paquette (Republikánus) |         | Jim McGovern                |
| Massachusetts                    | 3.                       | - Lori Trahan (Demokrata) - Dean Tran (Republikánus) |         | Lori Trahan                 |
| Massachusetts                    | 4.                       | - Jake Auchincloss (Demokrata) |         | Jake Auchincloss            |
| Massachusetts                    | 5.                       | - Katherine Clark (Demokrata) - Caroline Colarusso (Republikánus) |         | Katherine Clark             |
| Massachusetts                    | 6.                       | - Bob May (Republikánus) - Seth Moulton (Demokrata) |         | Seth Moulton                |
| Massachusetts                    | 7.                       | - Donnie Palmer Jr. (Republikánus) - Ayanna Pressley (Demokrata) |         | Ayanna Pressley             |
| Massachusetts                    | 8.                       | - Robert Burke (Republikánus) - Stephen F. Lynch (Demokrata) |         | Stephen F. Lynch            |
| Massachusetts                    | 9.                       | - Jesse Brown (Republikánus) - Bill Keating (Demokrata) |         | Bill Keating                |
| Michigan                         | 1.                       | - Jack Bergman (Republikánus) - Andrew Gale (Libertárius) - Liz Hakola (Munkásosztály) - Bob Lorinser (Demokrata) |         | Jack Bergman                |
| Michigan                         | 2.                       | - Nathan Hewer (Libertárius) - Jerry Hilliard (Demokrata) - John Moolenaar (Republikánus) |         | John Moolenaar              |
| Michigan                         | 3.                       | - John Gibbs (Republikánus) - Jamie Lewis (Libertárius) - Louis Palus (Munkásosztály) - Hillary Scholten (Demokrata) |         | Hillary Scholten            |
| Michigan                         | 4.                       | - Curtis Michael Clark (Amerikai Adófizetők) - Bill Huizenga (Republikánus) - Lorence Wenke (Libertárius) - Joseph Alfonso (Demokrata) |         | Bill Huizenga               |
| Michigan                         | 5.                       | - Bart Goldberg (Demokrata) - Norm Peterson (Libertárius) - Ezra Scott (Amerikai Adófizetők) - Tim Walberg (Republikánus) |         | Tim Walberg                 |
| Michigan                         | 6.                       | - Debbie Dingell (Demokrata) - Whittney Williams (Republikánus) |         | Debbie Dingell              |
| Michigan                         | 7.                       | - Tom Barrett (Republikánus) - Leah Dailey (Libertárius) - Elissa Slotkin (Demokrata) |         | Elissa Slotkin              |
| Michigan                         | 8.                       | - David Canny (Libertárius) - Kathy Goodwin (Munkásosztály) - Paul Junge (Republikánus) - Dan Kildee (Demokrata) |         | Dan Kildee                  |
| Michigan                         | 9.                       | - Brian Jaye (Demokrata) - Jacob Kelts (Libertárius) - Lisa McClain (Republikánus) - Jim Walkowicz (Munkásosztály) |         | Lisa McClain                |
| Michigan                         | 10.                      | - John James (Republikánus) - Andrea Kirby (Munkásosztály) - Carl Marlinga (Demokrata) - Mike Saliba (Libertárius) |         | John James                  |
| Michigan                         | 11.                      | - Mark Ambrose (Republikánus) - Haley Stevens (Demokrata) |         | Haley Stevens               |
| Michigan                         | 12.                      | - Steven Elliott (Republikánus) - Rashida Tlaib (Demokrata) - Gary Walkowicz (Munkásosztály) |         | Rashida Tlaib               |
| Michigan                         | 13.                      | - Martell Bivings (Republikánus) - Simone Coleman (Munkásosztály) - Chris Dardzinski (Amerikai Adófizetők) - Shri Thanedar (Demokrata) |         | Shri Thanedar               |
| Minnesota                        | 1.                       | - Brian Abrahamson (Grassroots-LC) - Jeff Ettinger (Demokrata Farmer-Munkáspárt) - Brad Finstad (Republikánus) - Richard Reisdorf (Legális Marihuánát Most)                                                                                   |         | Brad Finstad                |
| Minnesota                        | 2.                       | - Angie Craig (Demokrata Farmer-Munkáspárt) - Tyler Kistner (Republikánus) - Paula Overby (Legális Marihuánát Most) |         | Angie Craig                 |
| Minnesota                        | 3.                       | - Dean Phillips (Demokrata Farmer-Munkáspárt) - Tom Weiler (Republikánus) |         | Dean Phillips               |
| Minnesota                        | 4.                       | - Betty McCollum (Demokrata Farmer-Munkáspárt) - May Lor Xiong (Republikánus) |         | Betty McCollum              |
| Minnesota                        | 5.                       | - Cicely Davis (Republikánus) - Ilhan Omar (Demokrata Farmer-Munkáspárt) |         | Ilhan Omar                  |
| Minnesota                        | 6.                       | - Tom Emmer (Republikánus) - Jeanne Hendricks (Demokrata Farmer-Munkáspárt) |         | Tom Emmer                   |
| Minnesota                        | 7.                       | - Jill Abahsain (Demokrata Farmer-Munkáspárt) - Michelle Fischbach (Republikánus) - Travis Johnson (Legális Marihuánát Most) |         | Michelle Fischbach          |
| Minnesota                        | 8.                       | - Jennifer Schultz (Demokrata Farmer-Munkáspárt) - Pete Stauber (Republikánus) |         | Pete Stauber                |
| Mississippi                      | 1.                       | - Dianne Black (Demokrata) - Trent Kelly (Republikánus) |         | Trent Kelly                 |
| Mississippi                      | 2.                       | - Brian Flowers (Republikánus) - Bennie Thompson (Demokrata) |         | Bennie Thompson             |
| Mississippi                      | 3.                       | - Michael Guest (Republikánus) - Shuwaski Young (Demokrata) |         | Michael Guest               |
| Mississippi                      | 4.                       | - Johnny DuPree (Demokrata) - Mike Ezell (Republikánus) - Alden Johnson (Libertárius) |         | Mike Ezell                  |
| Missouri                         | 1.                       | - Cori Bush (Demokrata) - Andrew Jones (Republikánus) - George Zsidisin (Libertárius) |         | Cori Bush                   |
| Missouri                         | 2.                       | - Trish Gunby (Demokrata) - Bill Slantz (Libertárius) - Ann Wagner (Republikánus) |         | Ann Wagner                  |
| Missouri                         | 3.                       | - Blaine Luetkemeyer (Republikánus) - Bethany Mann (Demokrata) |         | Blaine Luetkemeyer          |
| Missouri                         | 4.                       | - Mark Alford (Republikánus) - Randy Langkraehr (Libertárius) - Jack Truman (Demokrata) |         | Mark Alford                 |
| Missouri                         | 5.                       | - Emanuel Cleaver (Demokrata) - Robin Dominick (Libertárius) - Jacob Turk (Republikánus) |         | Emanuel Cleaver             |
| Missouri                         | 6.                       | - Sam Graves (Republikánus) - Andy Maidment (Libertárius) - Henry Martin (Demokrata) |         | Sam Graves                  |
| Missouri                         | 7.                       | - Eric Burlison (Republikánus) - Kevin Craig (Libertárius) - Kristen Radaker-Sheafer (Demokrata) |         | Eric Burlison               |
| Missouri                         | 8.                       | - Jim Higgins (Libertárius) - Randi McCallian (Demokrata) - Jason Smith (Republikánus) |         | Jason Smith                 |
| Montana                          | 1.                       | - John Lamb (Libertárius) - Monica Tranel (Demokrata) - Ryan Zinke (Republikánus) |         | Ryan Zinke                  |
| Montana                          | 2.                       | - Gary Buchanan (Független) - Sam Rankin (Libertárius) - Penny Ronning (Demokrata) - Matt Rosendale (Republikánus) |         | Matt Rosendale              |
| Nebraska                         | 1.                       | - Mike Flood (Republikánus) - Patty Pansing Brooks (Demokrata) |         | Mike Flood                  |
| Nebraska                         | 2.                       | - Don Bacon (Republikánus) - Tony Vargas (Demokrata) |         | Don Bacon                   |
| Nebraska                         | 3.                       | - David Else (Demokrata) - Mark Elworth Jr. (Legális Marihuánát Most) - Adrian Smith (Republikánus) |         | Adrian Smith                |
| Nevada                           | 1.                       | - Ken Cavanaugh (Libertárius) - Monica Lenoir (Független) - Mark Robertson (Republikánus) - Dina Titus (Demokrata) |         | Dina Titus                  |
| Nevada                           | 2.                       | - Mark Amodei (Republikánus) - Darryl Baber (Libertárius) - Russell Best (Független Amerikai) - Elizabeth Krause (Demokrata) |         | Mark Amodei                 |
| Nevada                           | 3.                       | - April Becker (Republikánus) - Susie Lee (Demokrata) - Robert Morris (Független) |         | Susie Lee                   |
| Nevada                           | 4.                       | - Steven Horsford (Demokrata) - Sam Peters (Republikánus) |         | Steven Horsford             |
| New Hampshire                    | 1.                       | - Karoline Leavitt (Republikánus) - Chris Pappas (Demokrata) |         | Chris Pappas                |
| New Hampshire                    | 2.                       | - Robert Burns (Republikánus) - Annie Kuster (Demokrata) |         | Annie Kuster                |
| New Jersey                       | 1.                       | - Allen Cannon (Független) - Isaiah Fletcher (Libertárius) - Claire Gustafson (Republikánus) - Patricia Kline (Független) - Donald Norcross (Demokrata)                                                                                       |         | Donald Norcross             |
| New Jersey                       | 2.                       | - Tim Alexander (Demokrata) - Michael Gallo (Libertárius) - Anthony Sanchez (Független) - Jeff Van Drew (Republikánus) |         | Jeff Van Drew               |
| New Jersey                       | 3.                       | - Bob Healey Jr. (Republikánus) - Andy Kim (Demokrata) - Christopher Russomanno (Libertárius) - Gregory Sobocinski (Független) |         | Andy Kim                    |
| New Jersey                       | 4.                       | - Jason Cullen (Libertárius) - Pam Daniels (Független) - Matthew Jenkins (Demokrata) - David Schmidt (Független) - Hank Schroeder (Független) - Chris Smith (Republikánus)                                                                    |         | Chris Smith                 |
| New Jersey                       | 5.                       | - Trevor Ferrigno (Független) - Josh Gottheimer (Demokrata) - Jeremy Marcus (Libertárius) - Frank Pallotta (Republikánus) - Louis Vellucci (Független)                                                                                        |         | Josh Gottheimer             |
| New Jersey                       | 6.                       | - Eric Antisell (Független) - Tara Fisher (Libertárius) - Sue Kiley (Republikánus) - Frank Pallone (Demokrata) - Inder Soni (Független) |         | Frank Pallone               |
| New Jersey                       | 7.                       | - Veronica Fernandez (Független) - Thomas Kean Jr. (Republikánus) - Tom Malinowski (Demokrata) |         | Thomas Kean Jr.             |
| New Jersey                       | 8.                       | - Marcos Arroyo (Republikánus) - David Cook (Független) - Dan Delaney (Libertárius) - Joanne Kuniansky (Szocialista Munkások) - Rob Menendez (Demokrata) - Pablo Olivera (Munkáspárt) - John Salierno (Független)                             |         | Rob Menendez                |
| New Jersey                       | 9.                       | - Sean Armstrong (Libertárius) - Bill Pascrell (Demokrata) - Billy Prempeh (Republikánus) - Lea Sherman (Szocialista Munkások) |         | Bill Pascrell               |
| New Jersey                       | 10.                      | - Clenard Childress (Mahali) - Dorothy Humphries (Független) - Cynthia Johnson (Független) - Kendal Ludden (Libertárius) - Donald Payne Jr. (Demokrata) - David Pinckney (Republikánus)                                                       |         | Donald Payne Jr.            |
| New Jersey                       | 11.                      | - Joseph Biasco (Libertárius) - Paul DeGroot (Republikánus) - Mikie Sherrill (Demokrata) |         | Mikie Sherrill              |
| New Jersey                       | 12.                      | - Lynn Genrich (Libertárius) - Darius Mayfield (Republikánus) - Bonnie Watson Coleman (Demokrata) |         | Bonnie Watson Coleman       |
| New York                         | 1.                       | - Bridget Fleming (Demokrata) - Nick LaLota (Republikánus) |         | Nick LaLota                 |
| New York                         | 2.                       | - Andrew Garbarino (Republikánus) - Jackie Gordon (Demokrata) |         | Andrew Garbarino            |
| New York                         | 3.                       | - George Santos (Republikánus) - Robert Zimmerman (Demokrata) |         | George Santos               |
| New York                         | 4.                       | - Anthony D’Esposito (Republikánus) - Laura Gillen (Demokrata) |         | Anthony D’Esposito          |
| New York                         | 5.                       | - Paul King (Republikánus) - Gregory Meeks (Demokrata) |         | Gregory Meeks               |
| New York                         | 6.                       | - Grace Meng (Demokrata) - Thomas Zmich (Republikánus) |         | Grace Meng                  |
| New York                         | 7.                       | - Juan Pagan (Republikánus) - Nydia Velázquez (Demokrata) |         | Nydia Velázquez             |
| New York                         | 8.                       | - Yuri Dashevsky (Republikánus) - Hakeem Jeffries (Demokrata) |         | Hakeem Jeffries             |
| New York                         | 9.                       | - Yvette Clarke (Demokrata) - Menachem Raitport (Konzervatív) |         | Yvette Clarke               |
| New York                         | 10.                      | - Dan Goldman (Demokrata) - Benine Hamdan (Republikánus) - Steve Speer (Egészségügyi Szabadság) |         | Dan Goldman                 |
| New York                         | 11.                      | - Nicole Malliotakis (Republikánus) - Max Rose (Demokrata) |         | Nicole Malliotakis          |
| New York                         | 12.                      | - Mikhail Itkis (Független) - Jerry Nadler (Demokrata) - Michael Zumbluskas (Republikánus) |         | Jerry Nadler                |
| New York                         | 13.                      | - Adriano Espaillat (Demokrata) |         | Adriano Espaillat           |
| New York                         | 14.                      | - Desi Cuellar (Konzervatív) - Tina Forte (Republikánus) - Alexandria Ocasio-Cortez (Demokrata) |         | Alexandria Ocasio-Cortez    |
| New York                         | 15.                      | - Stylo Sapaskis (Republikánus) - Ritchie Torres (Demokrata) |         | Ritchie Torres              |
| New York                         | 16.                      | - Jamaal Bowman (Demokrata) - John Ciampoli (Republikánus) |         | Jamaal Bowman               |
| New York                         | 17.                      | - Michael Lawler (Republikánus) - Sean Patrick Maloney (Demokrata) |         | Michael Lawler              |
| New York                         | 18.                      | - Pat Ryan (Demokrata) - Colin Schmitt (Republikánus) |         | Pat Ryan                    |
| New York                         | 19.                      | - Marc Molinaro (Republikánus) - Josh Riley (Demokrata) |         | Marc Molinaro               |
| New York                         | 20.                      | - Liz Joy (Republikánus) - Paul Tonko (Demokrata) |         | Paul Tonko                  |
| New York                         | 21.                      | - Matt Castelli (Demokrata) - Elise Stefanik (Republikánus) |         | Elise Stefanik              |
| New York                         | 22.                      | - Francis Conole (Demokrata) - Brandon Williams (Republikánus) |         | Brandon Williams            |
| New York                         | 23.                      | - Max Della Pia (Demokrata) - Nick Langworthy (Republikánus) |         | Nick Langworthy             |
| New York                         | 24.                      | - Steven Holden (Demokrata) - Claudia Tenney (Republikánus) |         | Claudia Tenney              |
| New York                         | 25.                      | - Joseph Morelle (Demokrata) - La’Ron Singletary (Republikánus) |         | Joseph Morelle              |
| New York                         | 26.                      | - Brian Higgins (Demokrata) - Steven Sams (Republikánus) |         | Brian Higgins               |
| Nyugat-Virginia                  | 1.                       | - Belinda Fox-Spencer (Független) - Carol Miller (Republikánus) - Lacy Watson (Demokrata) |         | Carol Miller                |
| Nyugat-Virginia                  | 2.                       | - Alex Mooney (Republikánus) - Barry Lee Wendell (Demokrata) |         | Alex Mooney                 |
| Ohio                             | 1.                       | - Steve Chabot (Republikánus) - Greg Landsman (Demokrata) |         | Greg Landsman               |
| Ohio                             | 2.                       | - Samantha Meadows (Demokrata) - Brad Wenstrup (Republikánus) |         | Brad Wenstrup               |
| Ohio                             | 3.                       | - Joyce Beatty (Demokrata) - Lee Stahley (Republikánus) |         | Joyce Beatty                |
| Ohio                             | 4.                       | - Jim Jordan (Republikánus) - Tamie Wilson (Demokrata) |         | Jim Jordan                  |
| Ohio                             | 5.                       | - Bob Latta (Republikánus) - Craig Swartz (Demokrata) |         | Bob Latta                   |
| Ohio                             | 6.                       | - Bill Johnson (Republikánus) - Louis Lyras (Demokrata) |         | Bill Johnson                |
| Ohio                             | 7.                       | - Matthew Diemer (Demokrata) - Max Miller (Republikánus) |         | Max Miller                  |
| Ohio                             | 8.                       | - Warren Davidson (Republikánus) - Vanessa Enoch (Demokrata) |         | Warren Davidson             |
| Ohio                             | 9.                       | - Marcy Kaptur (Demokrata) - J. R. Majewski (Republikánus) |         | Marcy Kaptur                |
| Ohio                             | 10.                      | - David Esrati (Demokrata) - Mike Turner (Republikánus) |         | Mike Turner                 |
| Ohio                             | 11.                      | - Eric Brewer (Republikánus) - Shontel Brown (Demokrata) |         | Shontel Brown               |
| Ohio                             | 12.                      | - Troy Balderson (Republikánus) - Amy Rippel-Elton (Demokrata) |         | Troy Balderson              |
| Ohio                             | 13.                      | - Madison Gesiotto (Republikánus) - Emilia Sykes (Demokrata) |         | Emilia Sykes                |
| Ohio                             | 14.                      | - David Joyce (Republikánus) - Matt Kilboy (Demokrata) |         | David Joyce                 |
| Ohio                             | 15.                      | - Mike Carey (Republikánus) - Gary Josephson (Demokrata) |         | Mike Carey                  |
| Oklahoma                         | 1.                       | - Kevin Hern (Republikánus) - Adam Martin (Demokrata) - Evelyn Rogers (Független) |         | Kevin Hern                  |
| Oklahoma                         | 2.                       | - Naomi Andrews (Demokrata) - Josh Brecheen (Republikánus) - Bulldog Ben Robinson (Független) |         | Josh Brecheen               |
| Oklahoma                         | 3.                       | - Frank Lucas (Republikánus) - Jeremiah Ross (Demokrata) |         | Frank Lucas                 |
| Oklahoma                         | 4.                       | - Mary Brannon (Demokrata) - Tom Cole (Republikánus) |         | Tom Cole                    |
| Oklahoma                         | 5.                       | - Stephanie Bice (Republikánus) - David Frosch (Független) - Joshua Harris-Till (Demokrata) |         | Stephanie Bice              |
| Oregon                           | 1.                       | - Suzanne Bonamici (Demokrata) - Christopher Mann (Republikánus) |         | Suzanne Bonamici            |
| Oregon                           | 2.                       | - Cliff Bentz (Republikánus) - Joe Yetter (Demokrata) |         | Cliff Bentz                 |
| Oregon                           | 3.                       | - Earl Blumenauer (Demokrata) - David Delk (Csendes-óceáni Zöld) - Joanna Harbour (Republikánus) |         | Earl Blumenauer             |
| Oregon                           | 4.                       | - Mike Beilstein (Csendes-óceáni Zöld) - Jim Howard (Alkotmánypárt) - Val Hoyle (Demokrata) - Levi Leatherberry (Oregoni Független Párt) - Alek Skarlatos (Republikánus)                                                                      |         | Val Hoyle                   |
| Oregon                           | 5.                       | - Lori Chavez-DeRemer (Republikánus) - Jamie McLeod-Skinner (Demokrata) |         | Lori Chavez-DeRemer         |
| Oregon                           | 6.                       | - Mike Erickson (Republikánus) - Larry McFarland (Alkotmánypárt) - Andrea Salinas (Demokrata) |         | Andrea Salinas              |
| Pennsylvania                     | 1.                       | - Ashley Ehasz (Demokrata) - Brian Fitzpatrick (Republikánus) |         | Brian Fitzpatrick           |
| Pennsylvania                     | 2.                       | - Aaron Bashir (Republikánus) - Brendan Boyle (Demokrata) |         | Brendan Boyle               |
| Pennsylvania                     | 3.                       | - Dwight Evans (Demokrata) - Christopher Hoeppner (Szocialista Munkások) |         | Dwight Evans                |
| Pennsylvania                     | 4.                       | - Madeleine Dean (Demokrata) - Christian Nascimento (Republikánus) |         | Madeleine Dean              |
| Pennsylvania                     | 5.                       | - David Galluch (Republikánus) - Mary Gay Scanlon (Demokrata) |         | Mary Gay Scanlon            |
| Pennsylvania                     | 6.                       | - Guy Ciarrocchi (Republikánus) - Chrissy Houlahan (Demokrata) |         | Chrissy Houlahan            |
| Pennsylvania                     | 7.                       | - Lisa Scheller (Republikánus) - Susan Wild (Demokrata) |         | Susan Wild                  |
| Pennsylvania                     | 8.                       | - Jim Bognet (Republikánus) - Matt Cartwright (Demokrata) |         | Matt Cartwright             |
| Pennsylvania                     | 9.                       | - Dan Meuser (Republikánus) - Amanda Waldman (Demokrata) |         | Dan Meuser                  |
| Pennsylvania                     | 10.                      | - Shamaine Daniels (Demokrata) - Scott Perry (Republikánus) |         | Scott Perry                 |
| Pennsylvania                     | 11.                      | - Bob Hollister (Demokrata) - Lloyd Smucker (Republikánus) |         | Lloyd Smucker               |
| Pennsylvania                     | 12.                      | - Mike Doyle (Republikánus) - Summer Lee (Demokrata) |         | Summer Lee                  |
| Pennsylvania                     | 13.                      | - John Joyce (Republikánus) |         | John Joyce                  |
| Pennsylvania                     | 14.                      | - Guy Reschenthaler (Republikánus) |         | Guy Reschenthaler           |
| Pennsylvania                     | 15.                      | - Glenn Thompson (Republikánus) |         | Glenn Thompson              |
| Pennsylvania                     | 16.                      | - Mike Kelly (Republikánus) - Dan Pastore (Demokrata) |         | Mike Kelly                  |
| Pennsylvania                     | 17.                      | - Chris Deluzio (Demokrata) - Jeremy Shaffer (Republikánus) |         | Chris Deluzio               |
| Rhode Island                     | 1.                       | - David Cicilline (Demokrata) - Allen Waters (Republikánus) |         | David Cicilline             |
| Rhode Island                     | 2.                       | - Allan Fung (Republikánus) - William Gilbert (Mérsékeltek) - Seth Magaziner (Demokrata) |         | Seth Magaziner              |
| Tennessee                        | 1.                       | - Richard Baker (Független) - Diana Harshbarger (Republikánus) - Matt Makrom (Független) - Cameron Parsons (Demokrata) |         | Diana Harshbarger           |
| Tennessee                        | 2.                       | - Tim Burchett (Republikánus) - Mark Harmon (Demokrata) |         | Tim Burchett                |
| Tennessee                        | 3.                       | - Chuck Fleischmann (Republikánus) - Meg Gorman (Demokrata) - Thomas Rumba (Független) - Rick Tyler (Független) |         | Chuck Fleischmann           |
| Tennessee                        | 4.                       | - Clyde Benson (Független) - Tharon Chandler (Független) - Scott DesJarlais (Republikánus) - David Jones (Független) - Joseph Mayger (Független) - Wayne Steele (Demokrata) - Mike Winton (Független)                                         |         | Scott DesJarlais            |
| Tennessee                        | 5.                       | - Derrick Brantley (Független) - Heidi Campbell (Demokrata) - Daniel Cooper (Független) - Andy Ogles (Republikánus) - Rick Shannon (Független)                                                                                                |         | Andy Ogles                  |
| Tennessee                        | 6.                       | - Randal Cooper (Demokrata) - John Rose (Republikánus) |         | John Rose                   |
| Tennessee                        | 7.                       | - Mark E. Green (Republikánus) - Steven Hooper (Független) - Odessa Kelly (Demokrata) |         | Mark E. Green               |
| Tennessee                        | 8.                       | - James Hart (Független) - Ronnie Henley (Független) - David Kustoff (Republikánus) - Lynnette Williams (Demokrata) |         | David Kustoff               |
| Tennessee                        | 9.                       | - Charlotte Bergmann (Republikánus) - Dennis Clark (Független) - Steve Cohen (Demokrata) - Paul Cook (Független) - George Flinn (Független)                                                                                                   |         | Steve Cohen                 |
| Texas                            | 1.                       | - Jrmar Jefferson (Demokrata) - Nathaniel Moran (Republikánus) |         | Nathaniel Moran             |
| Texas                            | 2.                       | - Dan Crenshaw (Republikánus) - Robin Fulford (Demokrata) |         | Dan Crenshaw                |
| Texas                            | 3.                       | - Christopher Claytor (Libertárius) - Keith Self (Republikánus) - Sandeep Srivastava (Demokrata) |         | Keith Self                  |
| Texas                            | 4.                       | - Pat Fallon (Republikánus) - Iro Omere (Demokrata) - John Simmons (Libertárius) |         | Pat Fallon                  |
| Texas                            | 5.                       | - Lance Gooden (Republikánus) - Kevin Hale (Libertárius) - Tartisha Hill (Demokrata) |         | Lance Gooden                |
| Texas                            | 6.                       | - Jake Ellzey (Republikánus) |         | Jake Ellzey                 |
| Texas                            | 7.                       | - Lizzie Fletcher (Demokrata) - Johnny Teague (Republikánus) |         | Lizzie Fletcher             |
| Texas                            | 8.                       | - Roy Eriksen (Libertárius) - Laura Jones (Demokrata) - Morgan Luttrell (Republikánus) |         | Morgan Luttrell             |
| Texas                            | 9.                       | - Al Green (Demokrata) - Jimmy Leon (Republikánus) |         | Al Green                    |
| Texas                            | 10.                      | - Bill Kelsey (Libertárius) - Michael McCaul (Republikánus) - Linda Nuno (Demokrata) |         | Michael McCaul              |
| Texas                            | 11.                      | - August Pfluger (Republikánus) |         | August Pfluger              |
| Texas                            | 12.                      | - Kay Granger (Republikánus) - Trey Hunt (Demokrata) |         | Kay Granger                 |
| Texas                            | 13.                      | - Kathleen Brown (Demokrata) - Ronny Jackson (Republikánus) |         | Ronny Jackson               |
| Texas                            | 14.                      | - Randy Weber (Republikánus) - Mikal Williams (Demokrata) |         | Randy Weber                 |
| Texas                            | 15.                      | - Monica De La Cruz (Republikánus) - Ross Leone (Libertárius) - Michelle Vallejo (Demokrata) |         | Monica De La Cruz           |
| Texas                            | 16.                      | - Irene Armendariz-Jackson (Republikánus) - Veronica Escobar (Demokrata) |         | Veronica Escobar            |
| Texas                            | 17.                      | - Pete Sessions (Republikánus) - Mary Jo Woods (Demokrata) |         | Pete Sessions               |
| Texas                            | 18.                      | - Vince Duncan (Független) - Sheila Jackson Lee (Demokrata) - Phil Kurtz (Libertárius) - Carmen Maria Montiel (Republikánus) |         | Sheila Jackson Lee          |
| Texas                            | 19.                      | - Jodey Arrington (Republikánus) - Nathan Lewis (Független) |         | Jodey Arrington             |
| Texas                            | 20.                      | - Joaquin Castro (Demokrata) - Kyle Sinclair (Republikánus) |         | Joaquin Castro              |
| Texas                            | 21.                      | - Chip Roy (Republikánus) - Claudia Zapata (Demokrata) |         | Chip Roy                    |
| Texas                            | 22.                      | - Jamie Jordan (Demokrata) - Joseph LeBlanc (Libertárius) - Troy Nehls (Republikánus) |         | Troy Nehls                  |
| Texas                            | 23.                      | - Tony Gonzales (Republikánus) - John Lira (Demokrata) - Frank Lopez Jr. (Független) |         | Tony Gonzales               |
| Texas                            | 24.                      | - Jan McDowell (Demokrata) - Beth Van Duyne (Republikánus) |         | Beth Van Duyne              |
| Texas                            | 25.                      | - Roger Williams (Republikánus) |         | Roger Williams              |
| Texas                            | 26.                      | - Michael Burgess (Republikánus) - Mike Kolls (Libertárius) |         | Michael Burgess             |
| Texas                            | 27.                      | - Michael Cloud (Republikánus) - Maclovio Perez Jr. (Demokrata) |         | Michael Cloud               |
| Texas                            | 28.                      | - Henry Cuellar (Demokrata) - Cassy Garcia (Republikánus) |         | Henry Cuellar               |
| Texas                            | 29.                      | - Sylvia Garcia (Demokrata) - Robert Schafranek (Republikánus) |         | Sylvia Garcia               |
| Texas                            | 30.                      | - Jasmine Crockett (Demokrata) - Phil Gray (Libertárius) - Zachariah Manning (Független) - James Rodgers (Republikánus) |         | Jasmine Crockett            |
| Texas                            | 31.                      | - John Carter (Republikánus) |         | John Carter                 |
| Texas                            | 32.                      | - Colin Allred (Demokrata) - Antonio Swad (Republikánus) |         | Colin Allred                |
| Texas                            | 33.                      | - Ken Ashby (Libertárius) - Patrick Gillespie (Republikánus) - Marc Veasey (Demokrata) |         | Marc Veasey                 |
| Texas                            | 34.                      | - Mayra Flores (Republikánus) - Vicente Gonzalez (Demokrata) - Chris Royal (Független) |         | Vicente Gonzalez            |
| Texas                            | 35.                      | - Greg Casar (Demokrata) - Dan McQueen (Republikánus) |         | Greg Casar                  |
| Texas                            | 36.                      | - Brian Babin (Republikánus) - Jon Haire (Demokrata) |         | Brian Babin                 |
| Texas                            | 37.                      | - Lloyd Doggett (Demokrata) - Clark Patterson (Libertárius) - Jenny Sharon (Republikánus) |         | Lloyd Doggett               |
| Texas                            | 38.                      | - Joel DeJean (Független) - Wesley Hunt (Republikánus) - Duncan Klussmann (Demokrata) |         | Wesley Hunt                 |
| Új-Mexikó                        | 1.                       | - Michelle Garcia Holmes (Republikánus) - Melanie Stansbury (Demokrata) |         | Melanie Stansbury           |
| Új-Mexikó                        | 2.                       | - Yvette Herrell (Republikánus) - Gabe Vasquez (Demokrata) |         | Gabe Vasquez                |
| Új-Mexikó                        | 3.                       | - Teresa Leger Fernandez (Demokrata) - Alexis Martinez Johnson (Republikánus) |         | Teresa Leger Fernandez      |
| Utah                             | 1.                       | - Rick Jones (Demokrata) - Blake Moore (Republikánus) |         | Blake Moore                 |
| Utah                             | 2.                       | - Cassie Easley (Alkotmánypárt) - Jay McFarland (Egyesült Utah) - Nick Mitchell (Demokrata) - Chris Stewart (Republikánus) |         | Chris Stewart               |
| Utah                             | 3.                       | - Daniel Cummings (Alkotmánypárt) - John Curtis (Republikánus) - Aaron Heineman (Független Amerikai) - Michael Stoddard (Libertárius) - Glenn Wright (Demokrata)                                                                              |         | John Curtis                 |
| Utah                             | 4.                       | - Darlene McDonald (Demokrata) - Burgess Owens (Republikánus) - January Walker (Egyesült Utah) |         | Burgess Owens               |
| Vermont                          | 1.                       | - Becca Balint (Demokrata) - Matt Druzba (Független) - Liam Madden (Republikánus) - Adam Ortiz (Független) - Ericka Redic (Libertárius) - Luke Talbot (Független)                                                                             |         | Becca Balint                |
| Virginia                         | 1.                       | - David Foster (Független) - Herbert Jones Jr. (Demokrata) - Rob Wittman (Republikánus) |         | Rob Wittman                 |
| Virginia                         | 2.                       | - Jen Kiggans (Republikánus) - Elaine Luria (Demokrata) |         | Jen Kiggans                 |
| Virginia                         | 3.                       | - Terry Namkung (Republikánus) - Bobby Scott (Demokrata) |         | Bobby Scott                 |
| Virginia                         | 4.                       | - Leon Benjamin (Republikánus) - Donald McEachin (Demokrata) |         | Donald McEachin             |
| Virginia                         | 5.                       | - Bob Good (Republikánus) - Joshua Throneburg (Demokrata) |         | Bob Good                    |
| Virginia                         | 6.                       | - Ben Cline (Republikánus) - Jennifer Lewis (Demokrata) |         | Ben Cline                   |
| Virginia                         | 7.                       | - Abigail Spanberger (Demokrata) - Yesli Vega (Republikánus) |         | Abigail Spanberger          |
| Virginia                         | 8.                       | - Don Beyer (Demokrata) - Teddy Fikre (Független) - Karina Lipsman (Republikánus) |         | Don Beyer                   |
| Virginia                         | 9.                       | - Taysha DeVaughan (Demokrata) - Morgan Griffith (Republikánus) |         | Morgan Griffith             |
| Virginia                         | 10.                      | - Hung Cao (Republikánus) - Jennifer Wexton (Demokrata) |         | Jennifer Wexton             |
| Virginia                         | 11.                      | - Gerry Connolly (Demokrata) - James Myles (Republikánus) |         | Gerry Connolly              |
| Washington                       | 1.                       | - Vincent Cavaleri (Republikánus) - Suzan DelBene (Demokrata) |         | Suzan DelBene               |
| Washington                       | 2.                       | - Rick Larsen (Demokrata) - Dan Matthews (Republikánus) |         | Rick Larsen                 |
| Washington                       | 3.                       | - Joe Kent (Republikánus) - Marie Perez (Demokrata) |         | Marie Gluesenkamp Perez     |
| Washington                       | 4.                       | - Dan Newhouse (Republikánus) - Doug White (Demokrata) |         | Dan Newhouse                |
| Washington                       | 5.                       | - Natasha Hill (Demokrata) - Cathy McMorris Rodgers (Republikánus) |         | Cathy McMorris Rodgers      |
| Washington                       | 6.                       | - Derek Kilmer (Demokrata) - Elizabeth Kreiselmaier (Republikánus) |         | Derek Kilmer                |
| Washington                       | 7.                       | - Pramila Jayapal (Demokrata) - Cliff Moon (Republikánus) |         | Pramila Jayapal             |
| Washington                       | 8.                       | - Matt Larkin (Republikánus) - Kim Schrier (Demokrata) |         | Kim Schrier                 |
| Washington                       | 9.                       | - Doug Basler (Republikánus) - Adam Smith (Demokrata) |         | Adam Smith                  |
| Washington                       | 10.                      | - Marilyn Strickland (Demokrata) - Keith Swank (Republikánus) |         | Marilyn Strickland          |
| Wisconsin                        | 1.                       | - Charles Barman (Független) - Ann Roe (Demokrata) - Bryan Steil (Republikánus) |         | Bryan Steil                 |
| Wisconsin                        | 2.                       | - Douglas Alexander (Független) - Erik Olsen (Republikánus) - Mark Pocan (Demokrata) |         | Mark Pocan                  |
| Wisconsin                        | 3.                       | - Brad Pfaff (Demokrata) - Derrick Van Orden (Republikánus) |         | Derrick Van Orden           |
| Wisconsin                        | 4.                       | - Gwen Moore (Demokrata) - Robert Raymond (Független) - Tim Rogers (Republikánus) |         | Gwen Moore                  |
| Wisconsin                        | 5.                       | - Scott L. Fitzgerald (Republikánus) - Mike Van Someren (Demokrata) |         | Scott L. Fitzgerald         |
| Wisconsin                        | 6.                       | - Glenn Grothman (Republikánus) |         | Glenn Grothman              |
| Wisconsin                        | 7.                       | - Richard Ausman (Demokrata) - Tom Tiffany (Republikánus) |         | Tom Tiffany                 |
| Wisconsin                        | 8.                       | - Paul Boucher (Független) - Mike Gallagher (Republikánus) - Jacob VandenPlas (Libertárius) |         | Mike Gallagher              |
| Wyoming                          | 1.                       | - Richard Brubaker (Libertárius) - Lynnette Grey Bull (Demokrata) - Harriet Hageman (Republikánus) - Marissa Selvig (Alkotmánypárt) |         | Harriet Hageman             |
| Külterületek (nem szavazó tagok) |                          | |         |                             |
| Amerikai Szamoa                  | Amerikai Szamoa          | - Amata Coleman Radewagen (Republikánus) |         | Amata Coleman Radewagen     |
| Amerikai Virgin-szigetek         | Amerikai Virgin-szigetek | - Stacey Plaskett (Demokrata) |         | Stacey Plaskett (Demokrata) |
| Északi-Mariana-szigetek          | Északi-Mariana-szigetek  | - Gregorio Sablan (Demokrata) |         | Gregorio Sablan             |
| Guam                             | Guam                     | - Jim Moylan (Republikánus) - Judith Won Pat (Demokrata) |         | Jim Moylan                  |
| Puerto Rico                      | Puerto Rico              | |         | Jenniffer González          |
| Washington, D. C.                | Washington, D. C.        | - Bruce Majors (Libertárius) - Greg Maye (Független) - Eleanor Holmes Norton (Demokrata) - Nelson Rimensnyder (Republikánus) - Connell Wise (Független)                                                                                       |         | Eleanor Holmes Norton       |

## Állami választások

### Kormányzóválasztások
Kormányzóválasztást az államok közül harminchatban, míg a területek közül háromban tartottak. Mivel a legtöbb kormányzói mandátum négy évig tart, így a legtöbb kormányzót 2018-ban választották meg pozíciójukra. Ez alól kivétel New Hampshire és Vermont, ahol a mandátum két évig tart.

#### Államok
| Állam         | Jelöltek               | Jelöltek                     | Győztes | Győztes                |
| Állam         | Demokrata              | Republikánus                 | Párt    | Kormányzó              |
| ------------- | ---------------------- | ---------------------------- | ------- | ---------------------- |
| Alabama       | Yolanda Flowers        | Kay Ivey                     |         | Kay Ivey               |
| Alaszka       | Les Gara               | Mike Dunleavy Charlie Pierce |         | Mike Dunleavy          |
| Arizona       | Katie Hobbs            | Kari Lake                    |         | Katie Hobbs            |
| Arkansas      | Chris Jones            | Sarah Huckabee Sanders       |         | Sarah Huckabee Sanders |
| Colorado      | Jared Polis            | Heidi Ganahl                 |         | Jared Polis            |
| Connecticut   | Ned Lamont             | Bob Stefanowski              |         | Ned Lamont             |
| Dél-Dakota    | Jamie Smith            | Kristi Noem                  |         | Kristi Noem            |
| Dél-Karolina  | Joe Cunningham         | Henry McMaster               |         | Henry McMaster         |
| Florida       | Charlie Crist          | Ron DeSantis                 |         | Ron DeSantis           |
| Georgia       | Stacey Abrams          | Brian Kemp                   |         | Brian Kemp             |
| Hawaii        | Josh Green             | Duke Aiona                   |         | Josh Green             |
| Idaho         | Stephen Heidt          | Brad Little                  |         | Brad Little            |
| Illinois      | J.B. Pritzker          | Darren Bailey                |         | J.B. Pritzker          |
| Iowa          | Deidre DeJear          | Kim Reynolds                 |         | Kim Reynolds           |
| Kalifornia    | Gavin Newsom           | Brian Dahle                  |         | Gavin Newsom           |
| Kansas        | Laura Kelly            | Derek Schmidt                |         | Laura Kelly            |
| Maine         | Janet Mills            | Paul LePage                  |         | Janet Mills            |
| Maryland      | Wes Moore              | Dan Cox                      |         | Wes Moore              |
| Massachusetts | Maura Healey           | Geoff Diehl                  |         | Maura Healey           |
| Michigan      | Gretchen Whitmer       | Tudor Dixon                  |         | Gretchen Whitmer       |
| Minnesota     | Tim Walz               | Scott Jensen                 |         | Tim Walz               |
| Nebraska      | Carol Blood            | Jim Pillen                   |         | Jim Pillen             |
| Nevada        | Steve Sisolak          | Joe Lombardo                 |         | Joe Lombardo           |
| New Hampshire | Tom Sherman            | Chris Sununu                 |         | Chris Sununu           |
| New York      | Kathy Hochul           | Lee Zeldin                   |         | Kathy Hochul           |
| Ohio          | Nan Whaley             | Mike DeWine                  |         | Mike DeWine            |
| Oklahoma      | Joy Hofmeister         | Kevin Stitt                  |         | Kevin Stitt            |
| Oregon        | Tina Kotek             | Christine Drazan             |         | Tina Kotek             |
| Pennsylvania  | Josh Shapiro           | Doug Mastriano               |         | Josh Shapiro           |
| Rhode Island  | Dan McKee              | Ashley Kalus                 |         | Dan McKee              |
| Tennessee     | Jason Martin           | Bill Lee                     |         | Bill Lee               |
| Texas         | Beto O’Rourke          | Greg Abbott                  |         | Greg Abbott            |
| Új-Mexikó     | Michelle Lujan Grisham | Mark Ronchetti               |         | Michelle Lujan Grisham |
| Vermont       | Brenda Siegel          | Phil Scott                   |         | Phil Scott             |
| Wisconsin     | Tony Evers             | Tim Michels                  |         | Tony Evers             |
| Wyoming       | Theresa Livingston     | Mark Gordon                  |         | Mark Gordon            |

#### Területek
| Terület                  | Jelöltek                 | Jelöltek      | Győztes | Győztes           |
| Terület                  | Demokrata                | Republikánus  | Párt    | Kormányzó         |
| ------------------------ | ------------------------ | ------------- | ------- | ----------------- |
| Északi-Mariana-szigetek  | Tina Sablan              | Ralph Torres  |         | Ralph Torres      |
| Guam                     | Lou Leon Guerrero        | Felix Camacho |         | Lou Leon Guerrero |
| Amerikai Virgin-szigetek | Albert Bryan Kurt Vialet | Nem indult    |         | Albert Bryan      |
| Washington, D. C.        | Muriel Bowser            | Stacia Hall   |         | Muriel Bowser     |

### Államügyészi választások
| Állam         | Jelöltek         | Jelöltek         | Győztes | Győztes          |
| Állam         | Demokrata        | Republikánus     | Párt    | Államügyész      |
| ------------- | ---------------- | ---------------- | ------- | ---------------- |
| Alabama       | Wendell Major    | Steve Marshall   |         | Steve Marshall   |
| Arizona       | Kristin Mayes    | Abraham Hamadeh  |         |                  |
| Arkansas      | Jesse Gibson     | Tim Griffin      |         | Tim Griffin      |
| Colorado      | Phil Weiser      | John Kellner     |         | Phil Weiser      |
| Connecticut   | William Tong     | Jessica Kordas   |         | William Tong     |
| Delaware      | Kathy Jennings   | Julianne Murray  |         | Kathy Jennings   |
| Dél-Dakota    | Nem indult       | Marty Jackley    |         | Marty Jackley    |
| Dél-Karolina  | Nem indult       | Alan Wilson      |         | Alan Wilson      |
| Észak-Dakota  | Timothy Lamb     | Drew Wrigley     |         | Drew Wrigley     |
| Florida       | Aramis Ayala     | Ashley Moody     |         | Ashley Moody     |
| Georgia       | Jen Jordan       | Chris Carr       |         | Chris Carr       |
| Idaho         | Steven Scanlin   | Raúl Labrador    |         | Raúl Labrador    |
| Illinois      | Kwame Raoul      | Tom DeVore       |         | Kwame Raoul      |
| Iowa          | Tom Miller       | Brenna Bird      |         | Brenna Bird      |
| Kalifornia    | Rob Bonta        | Nathan Hochman   |         | Rob Bonta        |
| Kansas        | Chris Mann       | Kris Kobach      |         | Kris Kobach      |
| Maryland      | Anthony Brown    | Michael Peroutka |         | Anthony Brown    |
| Massachusetts | Andrea Campbell  | Jay McMahon      |         | Andrea Campbell  |
| Michigan      | Dana Nessel      | Matthew DePerno  |         | Dana Nessel      |
| Minnesota     | Keith Ellison    | Jim Schultz      |         | Keith Ellison    |
| Nebraska      | Nem indult       | Mike Hilgers     |         | Mike Hilgers     |
| Nevada        | Aaron Ford       | Sigal Chattah    |         | Aaron Ford       |
| New York      | Letitia James    | Michael Henry    |         | Letitia James    |
| Ohio          | Jeffrey Crossman | Dave Yost        |         | Dave Yost        |
| Oklahoma      | Nem indult       | Gentner Drummond |         | Gentner Drummond |
| Rhode Island  | Peter Neronha    | Charles Calenda  |         | Peter Neronha    |
| Texas         | Rochelle Garza   | Ken Paxton       |         | Ken Paxton       |
| Új-Mexikó     | Raúl Torrez      | Jeremy Gay       |         | Raúl Torrez      |
| Vermont       | Charity Clark    | H. Brooke Paige  |         | Charity Clark    |
| Wisconsin     | Josh Kaul        | Eric Toney       |         | Josh Kaul        |

### Államtitkár választások
| Állam         | Jelöltek                | Jelöltek           | Győztes | Győztes                |
| Állam         | Demokrata               | Republikánus       | Párt    | Államügyész            |
| ------------- | ----------------------- | ------------------ | ------- | ---------------------- |
| Alabama       | Pamela Laffitte         | Wes Allen          |         | Wes Allen              |
| Arizona       | Adrian Fontes           | Mark Finchem       |         | Adrian Fontes          |
| Arkansas      | Anna Beth Gorman        | John Thurston      |         | John Thurston          |
| Colorado      | Jena Griswold           | Pam Anderson       |         | Jena Griswold          |
| Connecticut   | Stephanie Thomas        | Dominic Rapini     |         | Stephanie Thomas       |
| Dél-Dakota    | Nem indult              | Monae Johnson      |         | Monae Johnson          |
| Dél-Karolina  | Rosemounda Peggy Butler | Mark Hammond       |         | Mark Hammond           |
| Észak-Dakota  | Jeffrey Powell          | Michael Howe       |         | Michael Howe           |
| Georgia       | Bee Nguyen              | Brad Raffensperger |         | Brad Raffensperger     |
| Idaho         | Shawn Keenan            | Phil McGrane       |         | Phil McGrane           |
| Illinois      | Alexi Giannoulias       | Dan Brady          |         | Alexi Giannoulias      |
| Indiana       | Destiny Scott Wells     | Diego Morales      |         | Diego Morales          |
| Iowa          | Joel Miller             | Paul Pate          |         | Paul Pate              |
| Kalifornia    | Shirley Weber           | Rob Bernosky       |         | Shirley Weber          |
| Kansas        | Jeanna Repass           | Scott Schwab       |         | Scott Schwab           |
| Massachusetts | William Galvin          | Rayla Campbell     |         | William Galvin         |
| Michigan      | Jocelyn Benson          | Kristina Karamo    |         | Jocelyn Benson         |
| Minnesota     | Steve Simon             | Kim Crockett       |         | Steve Simon            |
| Nebraska      | Nem indult              | Bob Evnen          |         | Bob Evnen              |
| Nevada        | Cisco Aguilar           | Jim Marchant       |         | Cisco Aguilar          |
| Ohio          | Chelsea Clark           | Frank LaRose       |         | Frank LaRose           |
| Rhode Island  | Gregg Amore             | Pat Cortellessa    |         | Gregg Amore            |
| Új-Mexikó     | Maggie Toulouse Oliver  | Audrey Trujillo    |         | Maggie Toulouse Oliver |
| Vermont       | Sarah Copeland-Hanzas   | H. Brooke Paige    |         | Sarah Copeland-Hanzas  |
| Washington    | Steve Hobbs             | Nem indult         |         | Steve Hobbs            |
| Wisconsin     | Doug La Follette        | Amy Loudenbeck     |         | Doug La Follette       |
| Wyoming       | Nem indult              | Chuck Gray         |         | Chuck Gray             |

### Államkincstárnoki választások
| Állam         | Jelöltek           | Jelöltek        | Győztes | Győztes         |
| Állam         | Demokrata          | Republikánus    | Párt    | Államügyész     |
| ------------- | ------------------ | --------------- | ------- | --------------- |
| Alabama       | Nem indult         | Young Boozer    |         | Young Boozer    |
| Arizona       | Martín Quezada     | Kimberly Yee    |         | Kimberly Yee    |
| Arkansas      | Pam Whitaker       | Mark Lowery     |         | Mark Lowery     |
| Colorado      | Dave Young         | Lang Sias       |         | Dave Young      |
| Connecticut   | Erick Russell      | Harry Arora     |         | Erick Russell   |
| Delaware      | Colleen Davis      | Greg Coverdale  |         | Colleen Davis   |
| Dél-Dakota    | Nem indult         | Josh Haeder     |         | Josh Haeder     |
| Dél-Karolina  | Sarah E. Work      | Curtis Loftis   |         | Curtis Loftis   |
| Florida       | Adam Hattersley    | Jimmy Patronis  |         | Jimmy Patronis  |
| Idaho         | Jill L. Ellsworth  | Julie Ellsworth |         | Julie Ellsworth |
| Illinois      | Mike Frerichs      | Tom Demmer      |         | Mike Frerichs   |
| Indiana       | Jessica McClellan  | Dan Elliott     |         | Dan Elliott     |
| Iowa          | Michael Fitzgerald | Roby Smith      |         | Roby Smith      |
| Kalifornia    | Fiona Ma           | Jack Guerrero   |         | Fiona Ma        |
| Kansas        | Lynn Rogers        | Steven Johnson  |         | Steven Johnson  |
| Massachusetts | Deb Goldberg       | Nem indult      |         | Deb Goldberg    |
| Nebraska      | Nem indult         | John Murante    |         | John Murante    |
| Nevada        | Zach Conine        | Michele Fiore   |         | Zach Conine     |
| New York      | Thomas DiNapoli    | Paul Rodríguez  |         | Thomas DiNapoli |
| Ohio          | Scott Schertzer    | Robert Sprague  |         | Robert Sprague  |
| Oklahoma      | Charles de Coune   | Todd Russ       |         | Todd Russ       |
| Rhode Island  | James Diossa       | James Lathrop   |         | James Diossa    |
| Texas         | Janet Dudding      | Glenn Hegar     |         | Glenn Hegar     |
| Új-Mexikó     | Laura Montoya      | Harry Montoya   |         | Laura Montoya   |
| Utah          | Nem indult         | Marlo Oaks      |         | Marlo Oaks      |
| Vermont       | Mike Pieciak       | H. Brooke Paige |         | Mike Pieciak    |
| Wisconsin     | Aaron Richardson   | John Leiber     |         | John Leiber     |
| Wyoming       | Nem indult         | Curt Meier      |         | Curt Meier      |

## Helyi választások

### Polgármesteri választások
Az alábbi városokban tartottak választásokat 2022-ben.
- Oklahoma City, Oklahoma: David Holt nyert Frank Urbanic és Carol Hefner ellen.
- Milwaukee, Wisconsin: Cavalier Johnson nyert Bob Donovan ellen.
- Norman, Oklahoma: Larry Heikkila nyert Breea Clark ellen.
- Columbia, Missouri: Barbara Buffaloe nyert Randy Minchew ellen.
- Denton, Texas: Gerard Hudspeth nyert Paul Meltzer ellen.
- Newark, New Jersey: Ras Baraka nyert Sheila Montague ellen.

Az alábbi városokban lesznek választások 2022-ben.
- Anaheim, Kalifornia: nincs polgármester.
- Austin, Texas: a Demokrata polgármester nem indulhat újra, mivel elérte mandátumkorlátját.
- Charlotte, Észak-Karolina: a Demokrata polgármester indulhat újra.
- Chula Vista, Kalifornia: a Demokrata polgármester nem indulhat újra, mivel elérte mandátumkorlátját.
- Henderson, Nevada: a Demokrata polgármester nem indulhat újra, mivel elérte mandátumkorlátját.
- Laredo, Texas: a Demokrata polgármester nem indulhat újra, mivel elérte mandátumkorlátját.
- Lexington, Kentucky: a Republikánus polgármester indulhat újra.
- Long Beach, Kalifornia: a Demokrata polgármester visszavonul, hogy induljon képviselőnek az Egyesült Államok Képviselőházába.
- Los Angeles, Kalifornia: a Demokrata polgármester nem indulhat újra, mivel elérte mandátumkorlátját.
- Louisville, Kentucky: a Demokrata polgármester nem indulhat újra, mivel elérte mandátumkorlátját.
- Lubbock, Texas: a Republikánus polgármester visszavonul.
- Fort Smith, Arkansas: a Demokrata polgármester indulhat újra.
- Little Rock, Arkansas: a Demokrata polgármester indulhat újra.
- Newport News, Virginia: a független polgármester indulhat újra.
- North Las Vegas, Nevada: a Republikánus polgármester nem indul, hogy kormányzói jelölt legyen az államban.
- Oakland, Kalifornia: a Demokrata polgármester nem indulhat újra, mivel elérte mandátumkorlátját.
- Providence, Rhode Island: a Demokrata polgármester nem indulhat újra, mivel elérte mandátumkorlátját.
- Raleigh, Észak-Karolina: a Demokrata polgármester indulhat újra.
- Reno, Nevada: a független polgármester indulhat újra.
- San Bernardino, Kalifornia: a Republikánus polgármester indulhat újra.
- San Jose, Kalifornia: a Demokrata polgármester nem indulhat újra, mivel elérte mandátumkorlátját.
- Shreveport, Louisiana: a Demokrata polgármester indulhat újra.
- Tallahassee, Florida: a Demokrata polgármester indulhat újra.
- Washington, D.C.: a Demokrata polgármester indulhat újra.

### Megyei választások
- Cook megye, Illinois: Felügyelő, Írnok, Sheriff, Kincstárnok, Biztosi tanács, Szemlélőtanács, Körzeti ügyészség
- Cuyahoga megye, Ohio: Vezető, Tanács
- Hennepin megye: Megyei bíró
- Los Angeles megye, Kalifornia: Sheriff, Felügyelő, Felügyelőtanács, Ügyészség
- Orange megye, Kalifornia: Körzeti ügyész, Felügyelőtanács

## Törzsi választások
Több ismert indián törzs is tartott választásokat 2022-ben, mint a penobscot nemzet, a navahók, az oklahomai csaktók, a potavatamik, a kvapák és a zuni pueblo.
2022-ben Geoffrey Álló Medvét, az osage nemzet vezérét és a St. Regis móhauk törzs törzstanácsának vezetőjét, Beverly Kiohawiton Cookot is újraválasztották harmadik terminusukra, míg Marshalle Pierite és Craig Harper másodszor léptek hivatalba.
Reid D. Milanovich az cahuilla indiánok Agua Caliente törzsének elnöke lett Jeff Grubbe visszavonulását követően, míg Clayton Dumont Jr. ugyanezt a pozíciót a klamath törzsek élén nyerte el.

## Eredmények
| Állam/Terület            | 2022 PVI | 2022-es választás előtt | 2022-es választás előtt | 2022-es választás előtt | 2022-es választás előtt | 2022-es választás után | 2022-es választás után | 2022-es választás után | 2022-es választás után |
| Állam/Terület            | 2022 PVI | Kormányzó               | Állami törvényhozás     | Szenátus                | Képviselőház            | Kormányzó              | Állami törvényhozás    | Szenátus               | Képviselőház           |
| ------------------------ | -------- | ----------------------- | ----------------------- | ----------------------- | ----------------------- | ---------------------- | ---------------------- | ---------------------- | ---------------------- |
| Alabama                  | R+15     | Rep                     | Rep                     | Rep                     | Rep 6–1                 | Rep                    | Rep                    | Rep                    | Rep 6–1                |
| Alaszka                  | R+8      | Rep                     | Kétpárti                | Rep                     | Dem 1–0                 | Rep                    |                        | Rep                    | Dem 1–0                |
| Arizona                  | R+2      | Rep                     | Rep                     | Dem                     | Dem 5–4                 | Dem                    | Rep                    | Dem                    | Rep 6–3                |
| Arkansas                 | R+16     | Rep                     | Rep                     | Rep                     | Rep 4–0                 | Rep                    | Rep                    | Rep                    | Rep 4–0                |
| Colorado                 | D+4      | Dem                     | Dem                     | Dem                     | Dem 4–3                 | Dem                    | Dem                    | Dem                    | Dem 5–3                |
| Connecticut              | D+7      | Dem                     | Dem                     | Dem                     | Dem 5–0                 | Dem                    | Dem                    | Dem                    | Dem 5–0                |
| Dél-Dakota               | R+16     | Rep                     | Rep                     | Rep                     | Rep 1–0                 | Rep                    | Rep                    | Rep                    | Rep 1–0                |
| Dél-Karolina             | R+8      | Rep                     | Rep                     | Rep                     | Rep 6–1                 | Rep                    | Rep                    | Rep                    | Rep 6–1                |
| Delaware                 | D+7      | Dem                     | Dem                     | Dem                     | Dem 1–0                 | Dem                    | Dem                    | Dem                    | Dem 1–0                |
| Észak-Dakota             | R+20     | Rep                     | Rep                     | Rep                     | Rep 1–0                 | Rep                    | Rep                    | Rep                    | Rep 1–0                |
| Észak-Karolina           | R+3      | Dem                     | Rep                     | Rep                     | Rep 8–5                 | Dem                    | Rep                    | Rep                    | Kétpárti 7–7           |
| Florida                  | R+3      | Rep                     | Rep                     | Rep                     | Rep 16–11               | Rep                    | Rep                    | Rep                    | Rep 20–8               |
| Georgia                  | R+3      | Rep                     | Rep                     | Dem                     | Rep 8–6                 | Rep                    | Rep                    | Dem                    | Rep 9–5                |
| Hawaii                   | D+14     | Dem                     | Dem                     | Dem                     | Dem 2–0                 | Dem                    | Dem                    | Dem                    | Dem 2–0                |
| Idaho                    | R+18     | Rep                     | Rep                     | Rep                     | Rep 2–0                 | Rep                    | Rep                    | Rep                    | Rep 2–0                |
| Illinois                 | D+7      | Dem                     | Dem                     | Dem                     | Dem 13–5                | Dem                    | Dem                    | Dem                    | Dem 14–3               |
| Indiana                  | R+11     | Rep                     | Rep                     | Rep                     | Rep 7–2                 | Rep                    | Rep                    | Rep                    | Rep 7–2                |
| Iowa                     | R+6      | Rep                     | Rep                     | Rep                     | Rep 3–1                 | Rep                    | Rep                    | Rep                    | Rep 4–0                |
| Kalifornia               | D+13     | Dem                     | Dem                     | Dem                     | Dem 42–11               | Dem                    | Dem                    | Dem                    | Dem 40–12              |
| Kansas                   | R+10     | Dem                     | Rep                     | Rep                     | Rep 3–1                 | Dem                    | Rep                    | Rep                    | Rep 3–1                |
| Kentucky                 | R+16     | Dem                     | Rep                     | Rep                     | Rep 5–1                 | Dem                    | Rep                    | Rep                    | Rep 5–1                |
| Louisiana                | R+12     | Dem                     | Rep                     | Rep                     | Rep 5–1                 | Dem                    | Rep                    | Rep                    | Rep 5–1                |
| Maine                    | D+2      | Dem                     | Dem                     | Kétpárti R/F            | Dem 2–0                 | Dem                    | Dem                    | Kétpárti R/F           | Dem 2–0                |
| Maryland                 | D+14     | Rep                     | Dem                     | Dem                     | Dem 7–1                 | Dem                    | Dem                    | Dem                    | Dem 7–1                |
| Massachusetts            | D+15     | Rep                     | Dem                     | Dem                     | Dem 9–0                 | Dem                    | Dem                    | Dem                    | Dem 9–0                |
| Michigan                 | R+1      | Dem                     | Rep                     | Dem                     | Kétpárti 7–7            | Dem                    | Dem                    | Dem                    | Dem 7–6                |
| Minnesota                | D+1      | Dem                     | Kétpárti                | Dem                     | Kétpárti 4–4            | Dem                    | Dem                    | Dem                    | Kétpárti 4–4           |
| Mississippi              | R+11     | Rep                     | Rep                     | Rep                     | Rep 3–1                 | Rep                    | Rep                    | Rep                    | Rep 3–1                |
| Missouri                 | R+10     | Rep                     | Rep                     | Rep                     | Rep 6–2                 | Rep                    | Rep                    | Rep                    | Rep 6–2                |
| Montana                  | R+11     | Rep                     | Rep                     | Kétpárti                | Rep 1–0                 | Rep                    | Rep                    | Kétpárti               | Rep 2–0                |
| Nebraska                 | R+13     | Rep                     | Pártatlan               | Rep                     | Rep 3–0                 | Rep                    | Pártatlan              | Rep                    | Rep 3–0                |
| Nevada                   | R+1      | Dem                     | Dem                     | Dem                     | Dem 3–1                 | Rep                    | Dem                    | Dem                    | Dem 3–1                |
| New Hampshire            | D+1      | Rep                     | Rep                     | Dem                     | Dem 2–0                 | Rep                    | Rep                    | Dem                    | Dem 2–0                |
| New Jersey               | D+6      | Dem                     | Dem                     | Dem                     | Dem 10–2                | Dem                    | Dem                    | Dem                    | Dem 9–3                |
| New York                 | D+10     | Dem                     | Dem                     | Dem                     | Dem 19–8                | Dem                    | Dem                    | Dem                    | Dem 15–11              |
| Nyugat-Virginia          | R+22     | Rep                     | Rep                     | Kétpárti                | Rep 3–0                 | Rep                    | Rep                    | Kétpárti               | Rep 2–0                |
| Ohio                     | R+6      | Rep                     | Rep                     | Kétpárti                | Rep 12–4                | Rep                    | Rep                    | Kétpárti               | Rep 10–5               |
| Oklahoma                 | R+20     | Rep                     | Rep                     | Rep                     | Rep 5–0                 | Rep                    | Rep                    | Rep                    | Rep 5–0                |
| Oregon                   | D+6      | Dem                     | Dem                     | Dem                     | Dem 4–1                 | Dem                    | Dem                    | Dem                    | Dem 4-2                |
| Pennsylvania             | R+2      | Dem                     | Rep                     | Kétpárti                | Kétpárti 9–9            | Dem                    | Kétpárti               | Dem                    | Dem 9–8                |
| Rhode Island             | D+8      | Dem                     | Dem                     | Dem                     | Dem 2–0                 | Dem                    | Dem                    | Dem                    | Dem 2–0                |
| Tennessee                | R+14     | Rep                     | Rep                     | Rep                     | Rep 7–2                 | Rep                    | Rep                    | Rep                    | Rep 8–1                |
| Texas                    | R+5      | Rep                     | Rep                     | Rep                     | Rep 24–12               | Rep                    | Rep                    | Rep                    | Rep 25–13              |
| Utah                     | R+13     | Rep                     | Rep                     | Rep                     | Rep 4–0                 | Rep                    | Rep                    | Rep                    | Rep 4–0                |
| Új-Mexikó                | D+3      | Dem                     | Dem                     | Dem                     | Dem 2–1                 | Dem                    | Dem                    | Dem                    | Dem 3–0                |
| Vermont                  | D+16     | Rep                     | Dem                     | Kétpárti D/F            | Dem 1–0                 | Rep                    | Dem                    | Kétpárti D/F           | Dem 1–0                |
| Virginia                 | D+3      | Rep                     | Kétpárti                | Dem                     | Dem 7–4                 | Rep                    | Kétpárti               | Dem                    | Dem 6–5                |
| Washington               | D+8      | Dem                     | Dem                     | Dem                     | Dem 7–3                 | Dem                    | Dem                    | Dem                    | Dem 8–2                |
| Wisconsin                | R+2      | Dem                     | Rep                     | Kétpárti                | Rep 5–3                 | Dem                    | Rep                    | Kétpárti               | Rep 6–2                |
| Wyoming                  | R+25     | Rep                     | Rep                     | Rep                     | Rep 1–0                 | Rep                    | Rep                    | Rep                    | Rep 1–0                |
| Egyesült Államok         | Egyenlő  | Rep 28–22               | Rep 29–17–3             | Dem 50–50               | Dem 220–212             | Rep 26–24              | Rep 27–19–3            | Dem 51–49              | Rep 222–213            |
| Washington DC            | D+43     | Dem                     | Dem                     | N/A                     | Dem                     | Dem                    | Dem                    | N/A                    | Dem                    |
| Amerikai Szamoa          | N/A      | Pártatlan/D             | Kétpárti                | N/A                     | Rep                     | Pártatlan/D            | Kétpárti               | N/A                    | Rep                    |
| Guam                     | N/A      | Dem                     | Dem                     | N/A                     | Dem                     | Dem                    | Dem                    | N/A                    | Rep                    |
| Északi-Mariana-szigetek  | N/A      | Rep                     | Kétpárti                | N/A                     | Dem                     | Függ.                  | Függ./Dem              | N/A                    | Dem                    |
| Puerto Rico              | N/A      | PNP/D                   | PDP                     | N/A                     | PNP/R                   | PNP/D                  | PDP                    | N/A                    | PNP/R                  |
| Amerikai Virgin-szigetek | N/A      | Dem                     | Dem                     | N/A                     | Dem                     | Dem                    | Dem                    | N/A                    | Dem                    |
| Állam/Terület            | PVI      | Kormányzó               | Állami törvényhozás     | Szenátus                | Képviselőház            | Kormányzó              | Állami törvényhozás    | Szenátus               | Képviselőház           |
| Állam/Terület            | PVI      | 2022-es választás előtt | 2022-es választás előtt | 2022-es választás előtt | 2022-es választás előtt | 2022-es választás után | 2022-es választás után | 2022-es választás után | 2022-es választás után |